# The Beatles
The Beatles, más conocida en el mundo hispano como los Beatles, fue una banda de rock inglesa formada en Liverpool durante los años 1960. Estuvo compuesta la mayor parte de su historia por John Lennon, Paul McCartney, George Harrison y Ringo Starr. Fueron parte fundamental del movimiento contracultural de los sesenta y el posterior reconocimiento de la música popular como forma de arte, y en la actualidad se les suele considerar como el grupo más influyente de la música popular occidental. Enraizada en el skiffle, la música beat y el rock and roll de los años 1950, su sonido incorporaría a menudo elementos de la música clásica y del pop tradicional, entre otros, de forma innovadora en sus canciones; la banda posteriormente llegaría a trabajar con un extenso rango de estilos musicales, yendo desde las baladas y la música de India, hasta la psicodelia y el hard rock. Como pioneros en las formas de grabación, composición y presentación artística; la naturaleza de su enorme popularidad, que había emergido primeramente con la moda de la «beatlemanía», se transformó al tiempo que sus composiciones se volvieron más sofisticadas, revolucionando diversos aspectos de la industria musical y llegando a ser percibidos como la encarnación de los ideales progresistas de las juventudes de la época y sus movimientos sociales y culturales.
Liderados por la dupla Lennon-McCartney, construirían su reputación en la escena underground de Liverpool y Hamburgo sobre un período de tres años a partir de 1960, inicialmente con Stuart Sutcliffe en el bajo. El trío central de Lennon, McCartney y Harrison, juntos desde 1958 como parte de The Quarry Men, tocarían junto a múltiples baterías (incluido Pete Best) antes de pedirle a Richard Starkey, más conocido como Ringo Starr que se les uniera en 1962. Establecidos como un grupo profesional después de que Brian Epstein les ofreciera ser su representante, y con su potencial musical mejorado por la creatividad del productor George Martin, lograrían el éxito comercial en el Reino Unido a finales de 1962 con su primer sencillo, «Love Me Do». A partir de ahí, irían adquiriendo popularidad internacional a lo largo de los siguientes años, en los cuales harían un extenso número de giras hasta 1966, año en que cesaron la actividad en vivo para dedicarse únicamente a la grabación en el estudio hasta su disolución oficial en 1970. Después, todos sus integrantes se embarcaron en exitosas carreras independientes de diversa duración. Lennon sería asesinado, por Mark David Chapman, a las afueras de su casa de Nueva York en 1980, y Harrison fallecería de cáncer en 2001. McCartney y Starr, los dos miembros sobrevivientes, aún permanecen musicalmente activos.
Durante sus años de estudio crearon algunos de sus mejores materiales, incluyendo el álbum Sgt. Pepper's Lonely Hearts Club Band (1967), siendo éste el segundo álbum más vendido en el Reino Unido, (solo después de Greatest Hits de Queen) y además este álbum es considerado por expertos como una obra maestra de la música. Cinco décadas después de su separación, la música que crearon continúa siendo popular. Se mantienen como el grupo con más números uno en las listas británicas, situando más álbumes en esta posición que cualquier otra agrupación musical. De acuerdo con las certificaciones de la RIAA, han vendido más discos en los Estados Unidos que cualquier otro artista. Fueron galardonados con siete premios Grammy, y recibieron un total de quince premios Ivor Novello de parte de la British Academy of Songwriters, Composers and Authors. En 2004, la revista Rolling Stone los clasificó en el número uno en su lista de los «100 artistas más grandes de todos los tiempos». De acuerdo con la misma publicación, la música innovadora de The Beatles y su impacto ayudaron a definir tanto la cultura popular como la contracultura. En 2010, el canal de televisión especializado en música VH1 los clasificó en el número uno en su lista de los «100 artistas más grandes de todos los tiempos». También fueron colocados en el puesto número 1 por el sitio de Internet Acclaimed Music en su lista «The Top 1000 Artists of All Time». Figuran, asimismo, en la primera posición como los más grandes artistas de todos los tiempos de las listas Hot 100 y Billboard 200 en la clasificación de Billboard de 2015.

## Historia

### Formación y primeros años

#### The Quarry Men

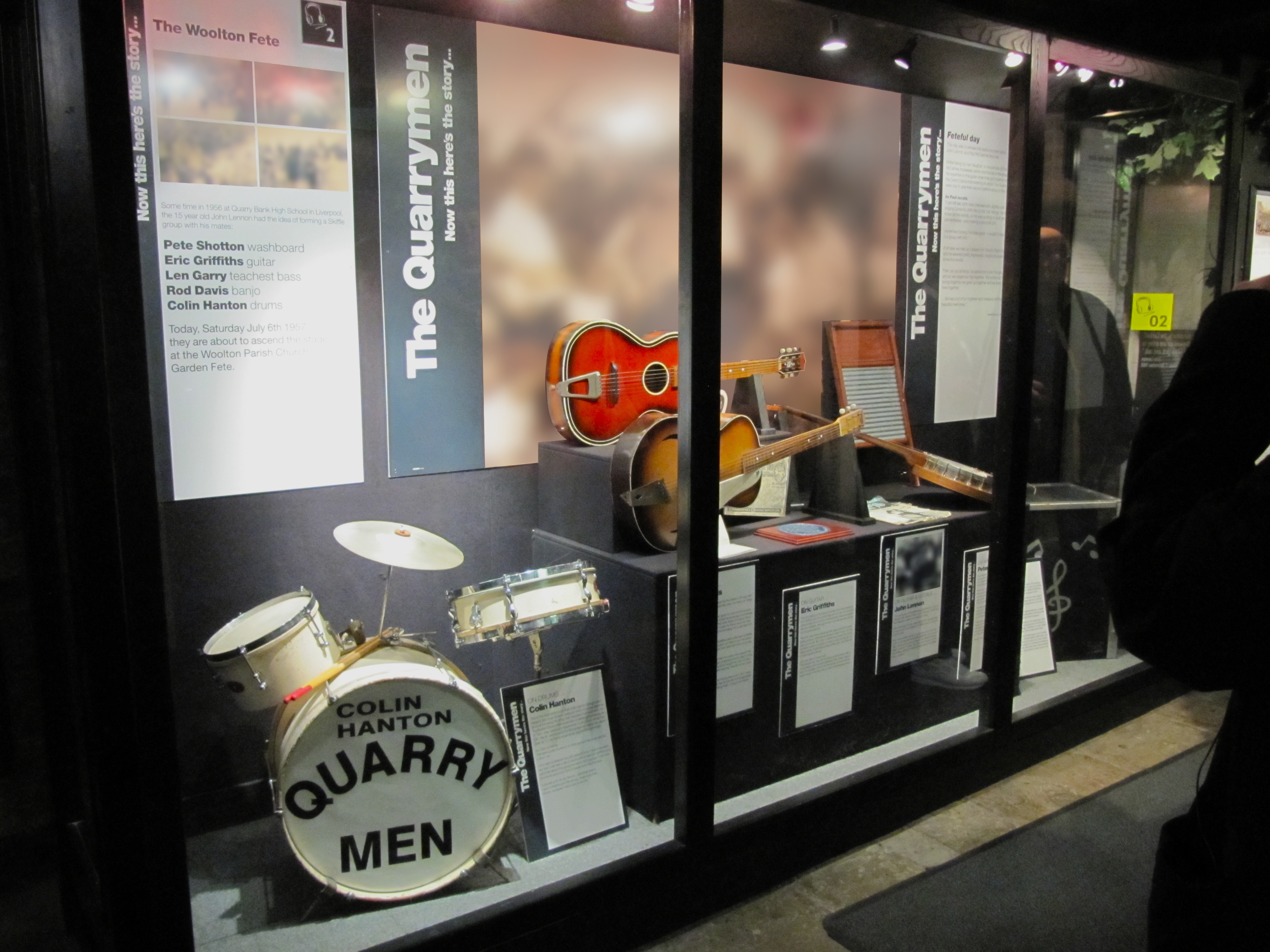
Instrumentos originales de Los Quarry Men en el museo de Los Beatles en Liverpool.

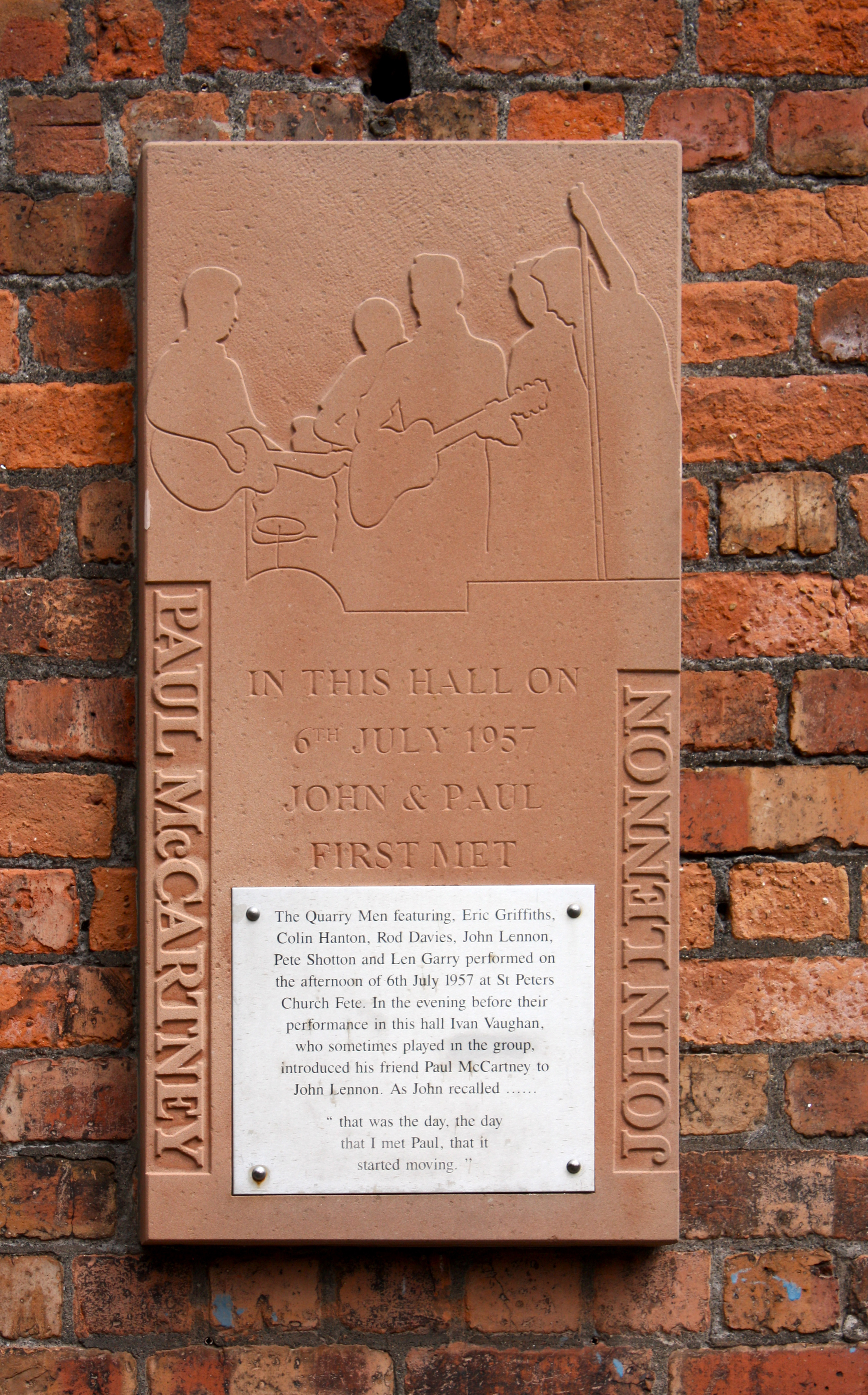
Placa recordando el encuentro histórico entre John Lennon y Paul McCartney el 6 de julio de 1957 en la iglesia de San Pedro de Woolton, durante la actuación de los Quarry Men, integrado en ese momento por Eric Griffiths, Colin Hanton, Rod Davies, John Lennon, Pete Shotton y Len Garry.

A los dieciséis años de edad, John Lennon, influido fuertemente por el estallido mundial del rock and roll y la "locura del skiffle" desencadenada por Lonnie Donegan, creó el grupo de estilo skiffle con el nombre de The Quarry Men, junto con algunos compañeros del colegio, en la segunda mitad de 1956.
El skiffle estalló en Gran Bretaña a comienzos de 1956, a partir del lanzamiento del disco «Rock Island Line» de Lonnie Donegan. Se trató de un movimiento social y musical estrictamente británico que tomó el nombre de "locura del skiffle" (skiffle craze), que fue adoptado como propio por millones de adolescentes que por primera vez surgían como grupo social con identidad propia. En 1956 y 1957 se crearon más de cincuenta mil bandas de skiffle integradas por adolescentes.
El skiffle era una modalidad barata y sencilla de tocar música, con instrumentos caseros y acústicos (guitarras, tablas de lavar y dedales, bajos de cofre de té o (tea-chest bass), tapas de ollas, kazoos fabricados con peines y papel, palos de escoba, etc.) que se adaptaba perfectamente a la pobreza de posguerra en Gran Bretaña, permitiendo que decenas de miles de jóvenes trabajadores se volcaran a la música en una especie de "rock and roll sin electricidad". También masificó entre los jóvenes la guitarra, un instrumento que hasta ese momento había estado prácticamente ausente de la música popular británica.
The Quarry Men formó además parte de un amplio movimiento musical originado en Liverpool, conocido como música beat, o Merseybeat, caracterizada por la diversidad de influencias musicales que caracteriza a esa ciudad, y la sincronización rítmica de la batería, el bajo y la guitarra rítmica. Lennon, Eric Griffiths, Pete Shotton, Len Garry, Colin Hanton y Rod Davis integraron la primera formación estable, con Nigel Walley oficiando de representante.
Poco tiempo después, el 6 de julio del mismo año (1957), Paul McCartney, que por entonces tenía quince años, conoció a Lennon en una fiesta en la que este tocaba con The Quarry Men y se unió a la misma como guitarrista y cantante.
Entre diciembre de 1957 y enero de 1958, McCartney invitó a su amigo George Harrison, el cual, con catorce años, se unió como el guitarrista líder de la formación.
La pertenencia de clase de los tres futuros Beatles se evidenciaba en la vivienda, la educación y el empleo de sus familias. John Lennon había nacido en una sencilla casa adosada (terraced house) alquilada, con sus abuelos, hasta que se fue a vivir con su tía Mimi en una casa de clase media llamada Mendips, en Woolton, pero que una de sus dos habitaciones debían ser alquiladas a estudiantes para poder sostenerla, razón por la cual debía dormir en el comedor. John aprobó el examen de más de once años (Eleven Plus Examination), que le permitía acceder al primer tramo de la educación secundaria, pero fue reprobado en el crucial examen de nivel cero (0-level exam), cerrándole las puertas a la universidad. Había sido educado por su tía para no utilizar el dialecto scouse que caracteriza a los sectores populares de Liverpool.
Paul McCartney nació en una casa propiedad del Estado (council house) sin inodoro en el baño (letrina compartida afuera) en el alejado suburbio de Speke, de mala fama entre la clase media, pero en 1955 la madre de Paul había conseguido que el municipio le asignara una casa mejor con inodoro en el baño, en el suburbio de Allerton, debido a su trabajo de enfermera. Al igual que John había aprobado el examen de más once y su madre insistía para que no hablara dialecto scouse.
George Harrison también había nacido en una muy sencilla casa adosada del Estado (council house), sin inodoro en el baño (letrina compartida afuera), en el suburbio de Wavertree. Su padre era conductor de autobús y su madre empleada de comercio. En 1950 su familia se mudó a otra casa del Estado en el suburbio de Speke, donde fue vecino de McCartney. Al igual que John y Paul había aprobado el examen de más once, siendo compañero de colegio de este último. George, como luego también sucedería con Ringo Starr, hablaba con un fuerte acento scouse. La tía Mimi se refería a él como "ese roñoso de Speke" (that scruff from Speke).

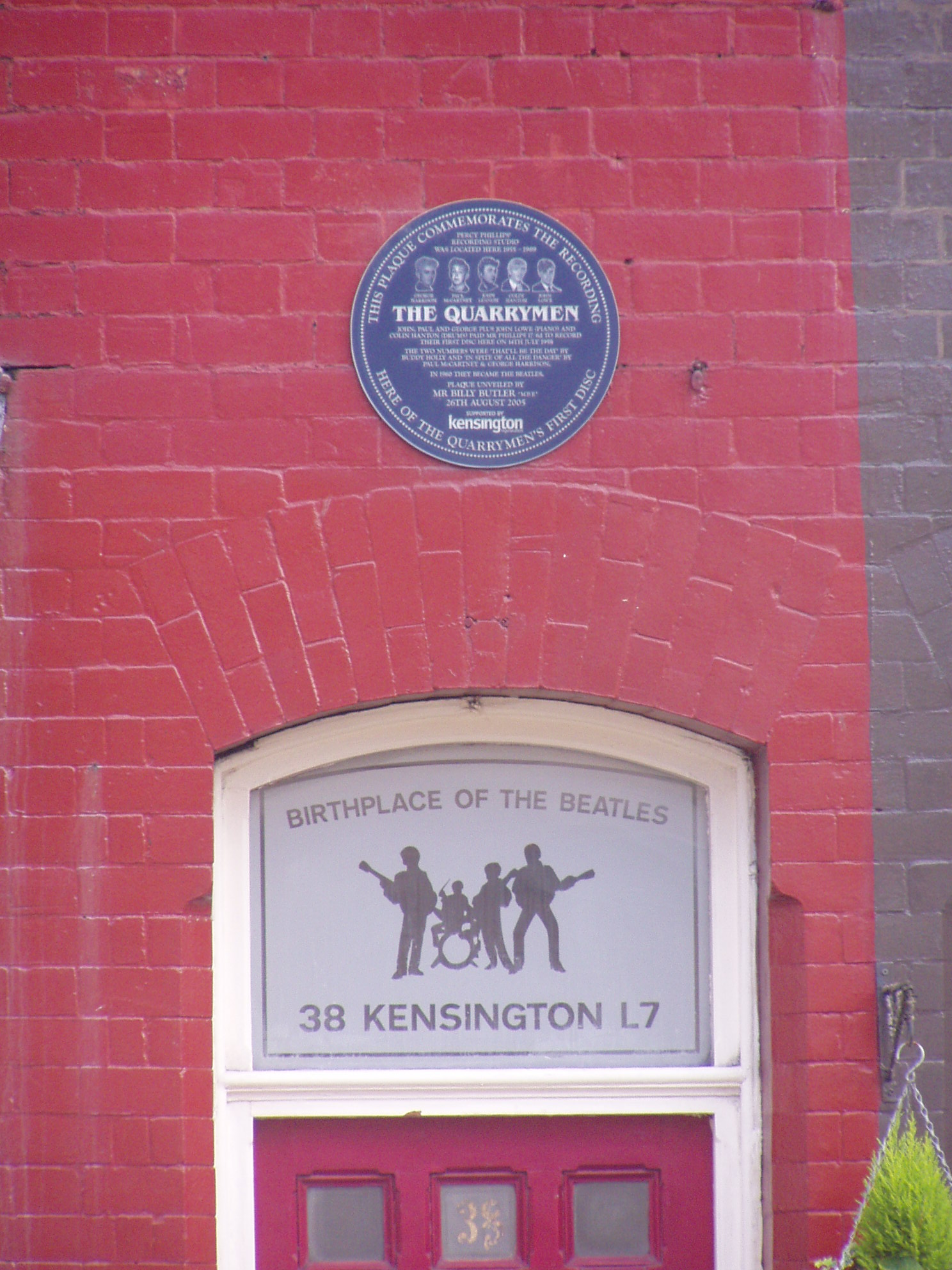
Placa en 38 Kensington Road, Liverpool, conmemorando el disco grabado allí por Los Quarry Men en 1958, registrando la más antigua interpretación de Lennon, McCartney y Harrison y una de las primeras canciones del segundo.

Poco a poco los Quarry Men, empujados por Lennon, McCartney y Harrison, fueron abandonando el skiffle, para orientarse decididamente hacia el rock and roll, a la vez que comenzaron a interpretar temas propios, algo completamente inusual en la música pop de ese momento. El 12 de julio de 1958 The Quarry Men realizó una grabación histórica de un único disco simple, interpretando «That'll Be the Day» de su admirado Buddy Holly y sorprendentemente, una de las primeras canciones compuestas por McCartney, «In Spite of All the Danger».
Tres días después, la madre de John Lennon, Julia, falleció trágicamente en un accidente de automóvil, lo que llevó a John a la tristeza. El hecho produjo un impasse en la banda, y acercó emocionalmente a John y Paul, que también había perdido a su madre dos años antes. Ambas circunstancias y una seria enfermedad de Nigel Walley, a cargo de la representación, provocaron que el conjunto quedara reducido a un trío de guitarristas, con Harrison en la guitarra solista, y Lennon y McCartney en las guitarras rítmicas, aunque en los hechos la agrupación se encontraba virtualmente disuelta.
En 1959 George Harrison logró reunir nuevamente a The Quarry Man, con Ken Brown como cuarto guitarrista, para tocar en The Casbah Coffee Club, un improvisado sótano musical para adolescentes recién abierto por Mona Best, madre de quien al año siguiente se convertiría en el primer baterista de Los Beatles.

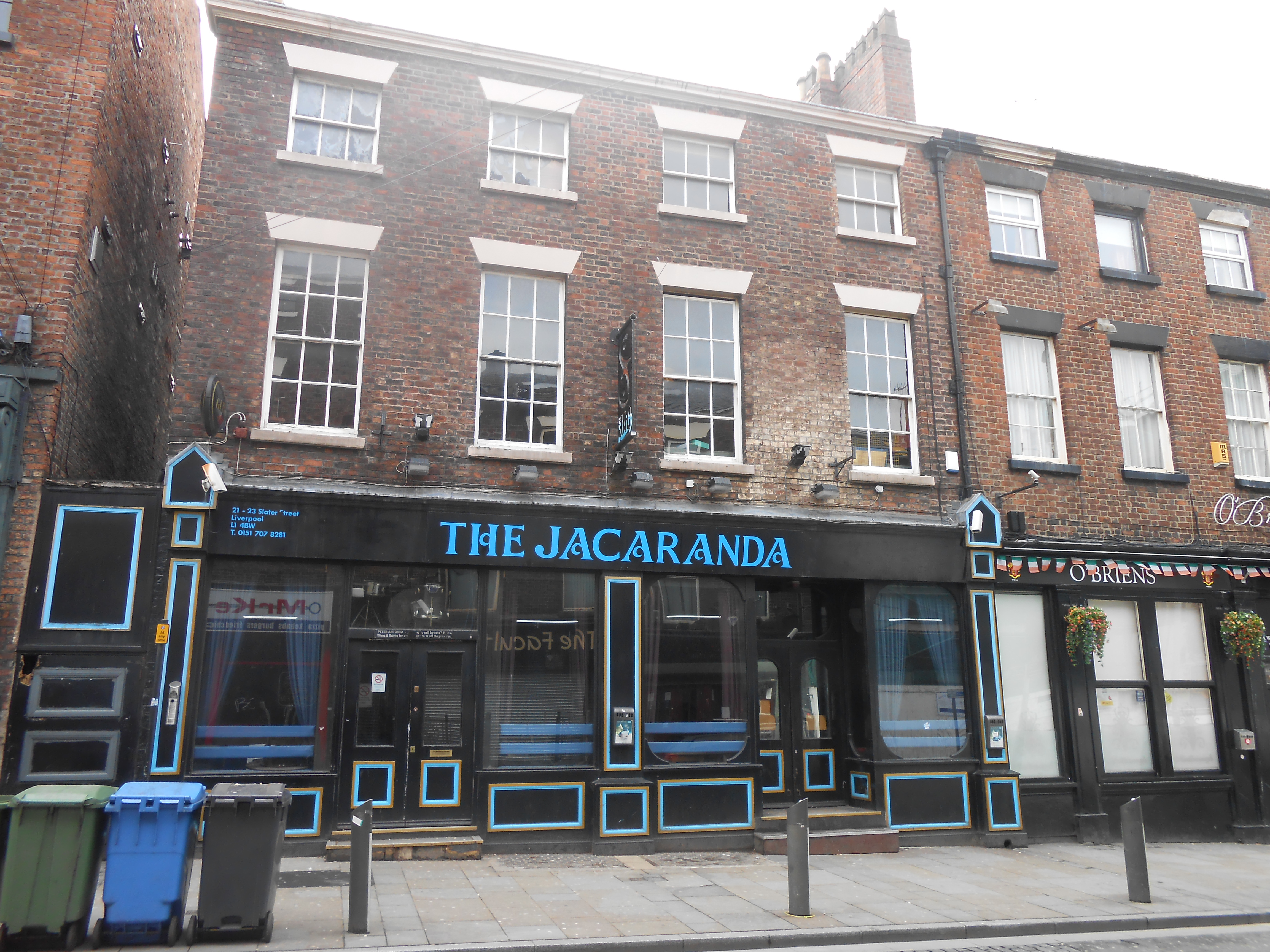
El Club Jacaranda, de Allan Williams, primer mánager de Los Beatles, donde se reunía la comunidad negra de la ciudad y tocaba la banda caribeña de Lord Woodbine. Uno de los primeros lugares en los que tocaron Los Beatles.

Para entonces Lennon y McCartney habían comenzado también a frecuentar los clubes musicales de la comunidad negra de Liverpool, la más antigua de Gran Bretaña, donde tomaron contacto y fueron influenciados por los músicos y ritmos de origen africano, especialmente caribeños. Entre esos músicos se destacó el músico inmigrante trinitense Lord Woodbine, denominado a veces como el "sexto beatle" o el "beatle negro", quien fue el primer cantante de calipso de Gran Bretaña y el primero en organizar una banda de tambores metálicos. Woodbine y la comunidad musical afro-liverpulense influyeron en la apertura de Los Beatles hacia la diversidad de ritmos negros, la práctica de tocar temas propios, la inclusión de un baterista, las actuaciones en Hamburgo, la solidaridad con los inmigrantes y el rechazo del racismo. La primera canción de Lennon se tituló «Calypso Rock». Nociones artísticas como Rubber Soul, y canciones como "Get back" y "Ob-La-Di, Ob-La-Da", están directamente relacionadas con la influencia en la música de Los Beatles proveniente de la comunidad negra de Liverpool. El video de «Early Days» (2014), de Paul McCartney, reconstruye la historia adolescente de John y Paul, pero representándolos como dos jóvenes negros del sur de Estados Unidos.
En ese ambiente se relacionaron con Allan Williams, propietario del Club Jacaranda, quien se convirtió en mánager del grupo. En octubre de 1959, con el nombre de Johnny and the Moondogs, Lennon, McCartney y Harrison participaron en las audiciones realizadas en Liverpool, para el programa televisivo de nuevos talentos, que dirigía el conductor Carroll Levis. Clasifican para la serie final, realizada el 15 de noviembre en Mánchester, pero resultaron eliminados por un "aplausómetro". En dicha competencia se destacó finalizando en segundo lugar Rory Storm and the Hurricanes, con Ringo Starr como baterista. Lennon, McCartney, Harrison, Starr y Rory Storm, mantendrán en los años siguientes una relación de amistad y cercanía musical, compartiendo el escenario en la segunda etapa de Los Beatles en Hamburgo.

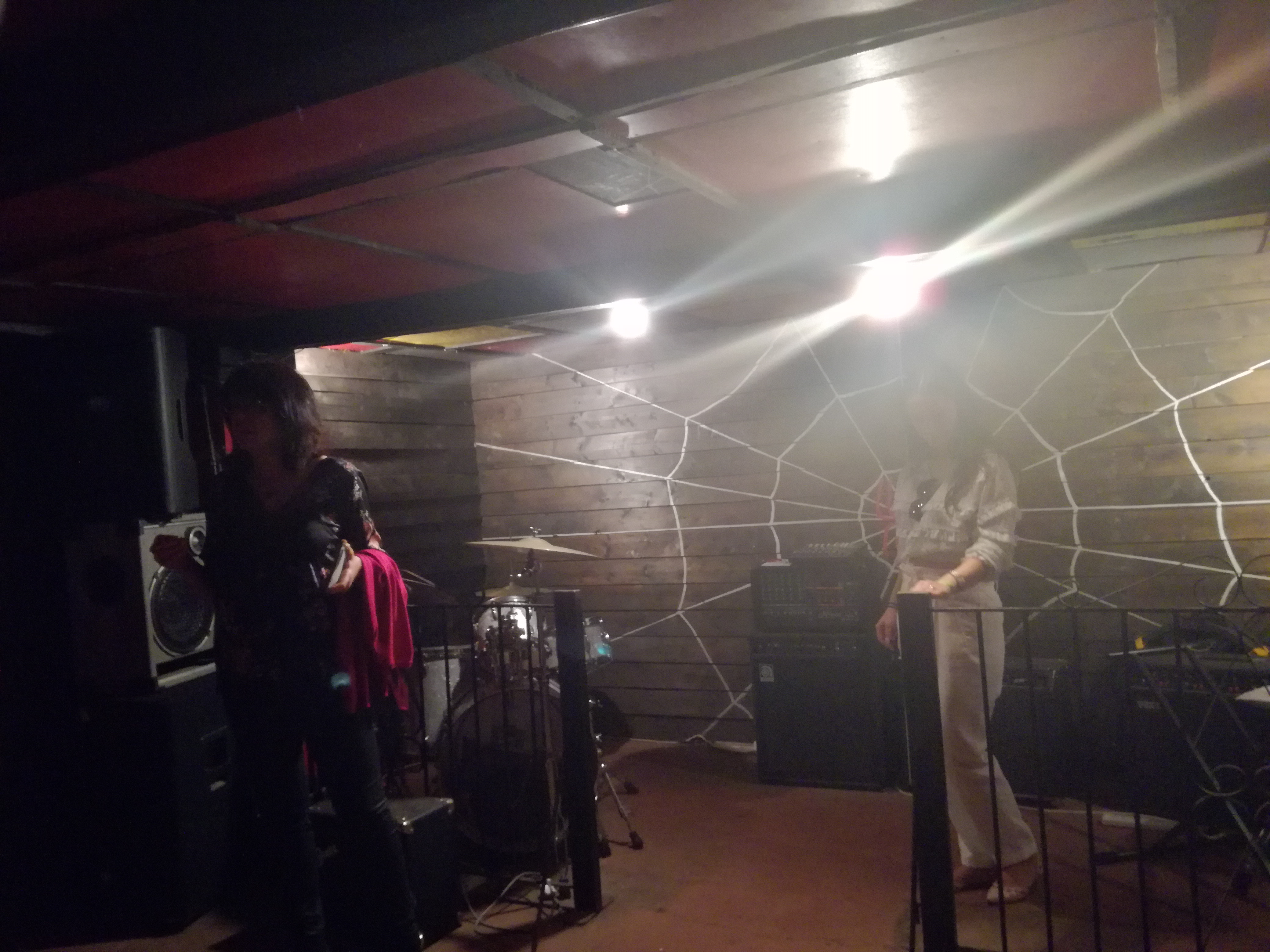
El Casbah Coffee Club, propiedad de Mona Best, donde actuaron Los Quarry Men y luego realizaron Los Beatles su primera presentación en Liverpool el 17 de diciembre de 1960. Los techos y paredes del sótano están pintados por Los Beatles.

Los Quarry Men grabaron en 1958 un disco simple, con un tema de Buddy Holly, «That'll Be the Day» y una canción original titulada «In Spite of All the Danger», compuesta por McCartney pero acreditada también a Harrison. Ambos temas están cantados por Lennon, desempeñándose Colin Hanton en la batería. Existe también una grabación casera que registra una parte de la actuación de la formación inicial de la banda, en la célebre fiesta organizada por la iglesia de San Pedro el 6 de julio de 1957, cuando John y Paul se conocieron. En 1995, algunos miembros históricos de Los Quarry Men, refundaron la agrupación, con el fin de difundir el estilo skiffle original, lanzando también algunos álbumes.

#### Creación del nombre
En la primera mitad de 1960 aparecería el nombre definitivo del conjunto. The Quarry Men había mostrado ser un nombre precario, siendo reemplazado por otros nombres como «Johnny and the Moondogs» (literalmente Johnny y los Perros Lunares, pero más precisamente Johnny y los Perros que Aúllan a la Luna). La versión tradicional sobre el surgimiento del famoso nombre sostiene que la iniciativa partió de Stuart Sutcliffe, íntimo amigo y compañero de habitación de John Lennon que en enero de 1960 se había unido al grupo como bajista. Siempre según la versión tradicional, Sutcliffe y Lennon se encontraban solos cuando empezaron a pensar nombres para la agrupación, a partir de la admiración que sentían por Buddy Holly, cuyo grupo se llamaba The Crickets («Los Grillos»). Luego de pasar por diferentes tipos de insectos, Sutcliffe propuso «The Beetles» (en castellano: «los Escarabajos»), y Lennon por su parte, aportó un decisivo juego de palabras, cambiando la sílaba beet, por beat, que en inglés suenan igual, en referencia al movimiento beat liverpulense que integraba la banda.
El 6 de julio de 1961, John Lennon escribió una biografía humorística para el primer número del periódico Mersey Beat, de su amigo Bill Harry. Allí John dice:

Muchas personas preguntan ¿qué son Beatles? ¿Por qué Beatles? Ugh, Beatles, ¿cómo surgió el nombre? Así que se lo diremos. Surgió en una visión – un hombre apareció en un pastel flameante (flaming pie) y les dijo 'Desde este día en adelante ustedes son Beatles con una 'A'. Gracias, señor hombre, ellos le dijeron, agradeciéndole.
John Lennon

Décadas después surgieron dos versiones alternativas sobre el origen del nombre The Beatles. La primera proviene de George Harrison que sostuvo que fue tomada de la película The Wild One (El Salvaje), protagonizada por Marlon Brando, aunque la versión es discutible porque dicha película estuvo prohibida en Gran Bretaña hasta 1968. La segunda versión pertenece al poeta Royston Ellis, amigo de la banda y perteneciente al movimiento beat. Según Ellis, una noche de junio de 1960, se encontraba pasando el rato con Lennon y Sutcliffe, cuando surgió la cuestión del nuevo nombre del conjunto. John entonces le respondió que se llamaría "The Beetles", deletreando la palabra con dos "E", significando Los Escarabajos". Ellis, que pertenecía al movimiento beat y se identificaba con los beatniks, propuso entonces el célebre cambio de la letra "E", por la letra "A". Ellis relató también que ese día él había cocinado un pollo que se prendió fuego, hecho que habría dado origen al relato de John Lennon, sobre el "hombre que apareció sobre un pastel flameante" para darles el nombre de la banda.
Durante la primera mitad de 1960, el grupo alternó diferentes versiones del nombre, como «The Beetles», «The Silver Beetles», «The Beatals», «The Silver Beets», «The Silver Beatles» y «Long John and the Silver Beetles». Finalmente, en agosto se decantaron por «The Beatles».

#### Hamburgo
Con la defección de Brown y la dificultad de no tener baterista, el mánager no oficial del grupo, Allan Williams y Lord Woodbine, organizaron una serie de presentaciones en Hamburgo, como banda musical oficial de uno de los tantos night clubs existentes en esa ciudad portuaria de Alemania. En total Los Beatles realizarían cinco series de actuaciones en Hamburgo, entre 1960 y 1962. En un recital realizado allí en 1966, John Lennon se referiría a la importancia de Hamburgo en la formación de Los Beatles diciendo: "Yo nací en Liverpool, pero crecí en Hamburgo".
Con urgencia reclutaron como baterista a Pete Best, a quien conocían del Casbah; su madre, Mona Best, acababa de comprarle una batería, que aún no dominaba. El quinteto se fue cuatro días más tarde a Hamburgo después de que Bruno Koschmider, dueño de varios clubes en aquella ciudad, les contratara para que tuvieran estancia allí durante 48 noches. «Hamburgo, en aquellos días, no tenía clubes de rock 'n' roll. Había clubes de striptease», cuenta el biógrafo Philip Norman.

Bruno tuvo la idea de traer grupos de rock a tocar en diversos clubes. Tenían esta fórmula, un enorme espectáculo sin parar (nonstop), hora tras hora, con un montón de gente que se apresuraba a entrar y otra a salir, mientras las bandas tocaban continuamente para atraer al tránsito de peatones. En una zona de prostíbulos estadounidense lo habrían llamado striptease nonstop. 
Muchas de las agrupaciones musicales que tocaban en Hamburgo provenían de Liverpool [...] Fue uno de esos accidentes casuales. Bruno se fue a Londres para buscar grupos musicales. Pero conoció a un empresario de Liverpool, en Soho, que estaba en Londres por pura casualidad. Y se las arregló para enviar algunas bandas para Hamburgo.

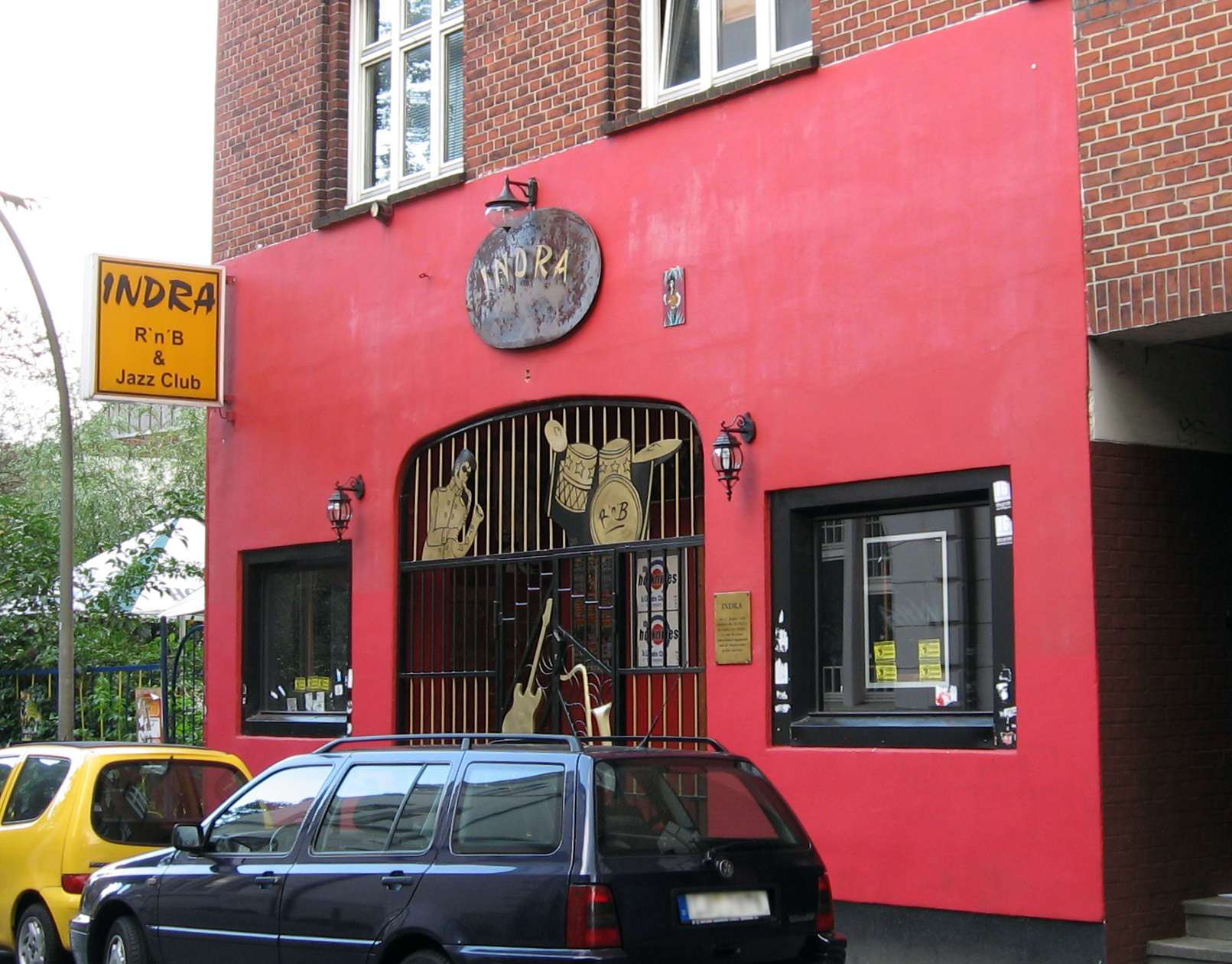
El Indra Club en 2007. Fue el primer club donde actuaron The Beatles a su llegada a Hamburgo (Alemania) en 1960.

Los Beatles llegaron a Hamburgo en agosto de 1960. Por entonces, Harrison era aún menor de edad con 17 años y había obtenido el permiso de residencia en Hamburgo mintiendo a las autoridades alemanas sobre su verdadera edad. Inicialmente ubicados en el Indra Club para que actuasen allí, Koschmider los trasladaría en octubre al Kaiserkeller después de que el Indra fuese cerrado debido a las quejas que recibía por el ruido del local. Para soportar las largas jornadas de actuación, que llegaban a superar las ocho horas, usaron estimulantes como el Preludin.
Durante su estadía en Hamburgo, Sutcliffe inició un romance con Astrid Kirchherr, una joven fotógrafa y diseñadora alemana que les hizo sus primeras fotos profesionales y diseñó para Sutcliffe el corte de pelo que, luego de ser adoptado por el resto del grupo, definió la imagen beatle que se volvería mundialmente famosa dos años después.
En noviembre aceptaron la oferta de actuar en el Top Ten Club, rompiendo así el contrato que tenían con Koschmider. Despechado por la decisión de Los Beatles, Koschmider informó a las autoridades que Harrison era menor de edad, lo que condujo a que el músico fuera deportado en noviembre de ese año. Una semana más tarde, McCartney y Best fueron deportados también por ocasionar un incendio cuando le prendieron fuego a un preservativo colgado de un clavo en su habitación. Lennon regresó a Liverpool a mediados de diciembre. Sutcliffe por su parte, permaneció en Hamburgo con su novia alemana, Astrid Kirchherr, durante otro mes. La banda parecía desarmada.

#### De vuelta en Liverpool

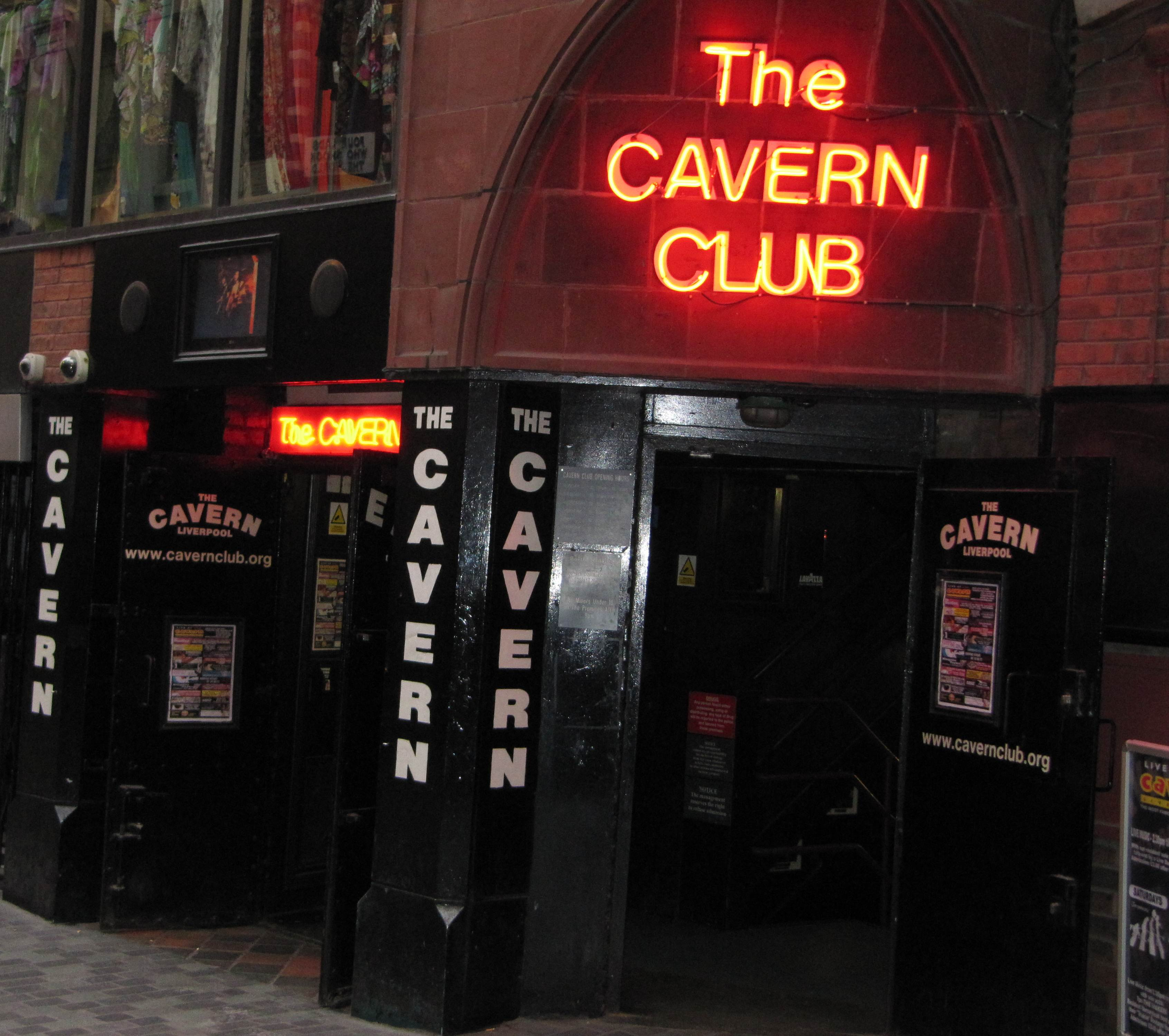
The Cavern, hogar simbólico de Los Beatles.

De vuelta en Liverpool, el 17 de diciembre de 1960, volvieron a tocar en el Casbah de Mona Best, ya como The Beatles y con su hijo como baterista del grupo. Con la experiencia adquirida en Hamburgo y con la creencia general de que eran alemanes, Los Beatles se constituyeron de inmediato en la banda favorita de los adolescentes locales, apareciendo las primeras escenas de histeria colectiva que llevaría el nombre de beatlemanía. El 27 de diciembre explotaron en el Consejo Municipal de Litherland, un suburbio de Liverpool:

Fue esa tarde que realmente salimos de nuestro caparazón y empezamos a avanzar. Estábamos parados ahí ovacionados por primera vez. Ahí fue donde empezamos a pensar que éramos buenos. En Hamburgo pensamos que estábamos OK, pero no suficientemente buenos. Fue recién cuando volvimos a Liverpool que tomamos conciencia de la diferencia, y vimos lo que nos había pasado mientras los demás tocaban la mierda de Cliff Richard.
John Lennon

Sin Sutcliffe -que pocos meses después formalizaría su alejamiento del grupo- y como cuarteto, Paul McCartney comenzó en ese momento a asumir la ejecución del bajo. El 9 de febrero de 1961 Los Beatles tocaron por primera vez en The Cavern, night club ubicado en la calle Mathew, en pleno centro de Liverpool, que se volvería su hogar simbólico. Existe una única filmación de Los Beatles en The Cavern, realizada el 22 de agosto de 1962, interpretando un cover de «Some Other Guy», con Ringo Starr en la batería. Ringo sustituía a Pete Best cuando no estaba disponible para tocar.

#### Segunda etapa en Hamburgo
En abril de 1961, Los Beatles iniciaron una segunda serie de actuaciones en Hamburgo durante tres meses, tocando en el Top Ten Club. Contratados por Bert Kaempfert y bajo el nombre de "The Beat Brothers", grabaron varias canciones como banda de apoyo del cantante Tony Sheridan, entre ellas «My Bonnie», que fue editada como sencillo y alcanzó el número 32 en la lista Musikmarkt. A comienzos de 1962 las canciones grabadas con Sheridan fueron lanzadas en el álbum My Bonnie, que incluye dos temas interpretados exclusivamente por Los Beatles: «Ain't She Sweet», cantada por John y el instrumental «Beatle Bop» (luego retitulado como «Cry For a Shadow»).

#### Brian Epstein

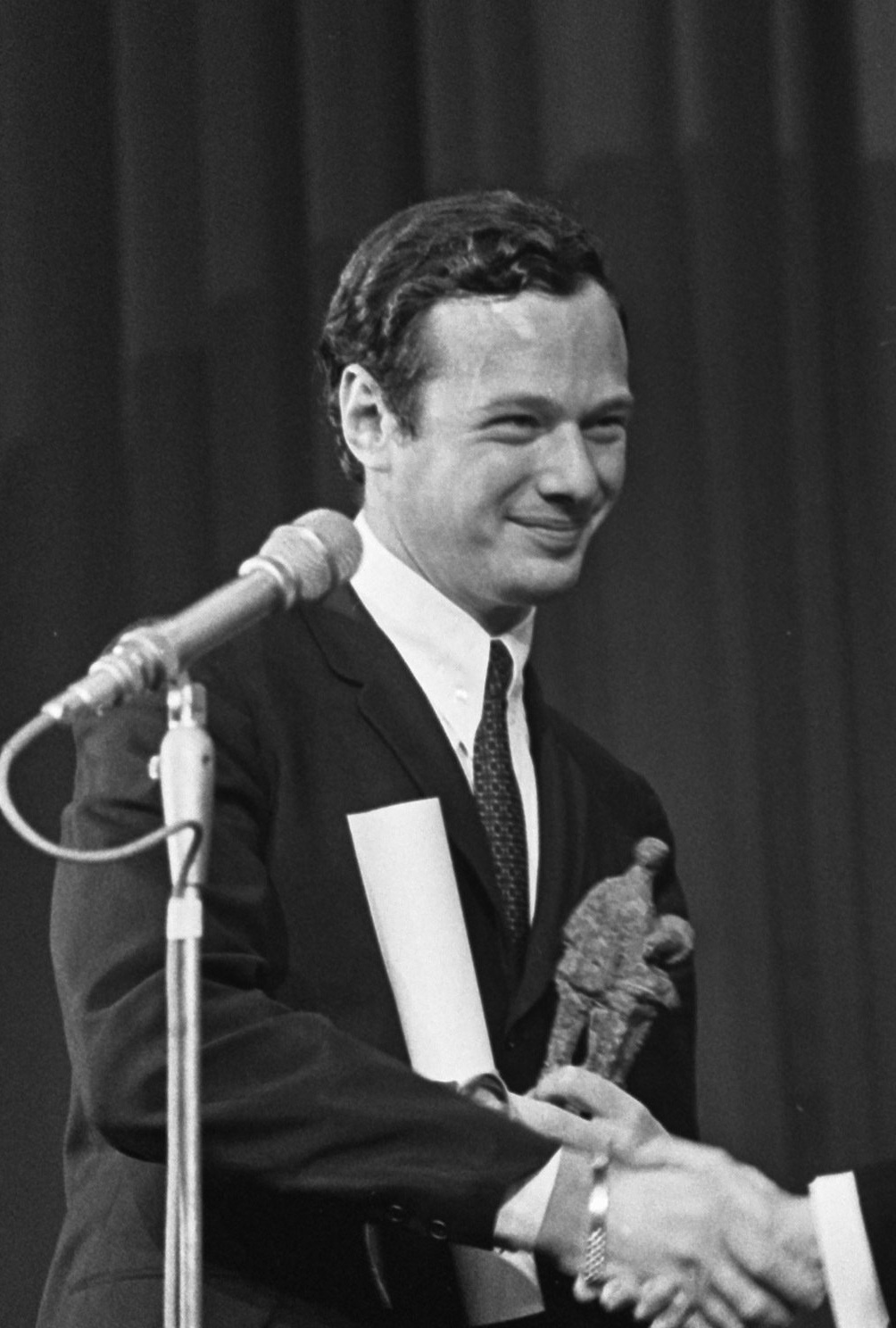
Brian Epstein, primer mánager oficial de Los Beatles, resultaría decisivo en el éxito mundial del conjunto. A menudo mencionado con el título de "quinto beatle".

En noviembre de 1961, Brian Epstein, dueño de una tienda de discos local y columnista de música, se entusiasmó con la banda después de oírlos en el Cavern Club, donde tocaban al mediodía. De inmediato, Epstein se propuso ser su representante, hecho que se formalizaría a mediados de enero de 1962. Simultáneamente, Kaempfert acordó liberarlos del contrato discográfico alemán. Antes de ello, Epstein logró que la compañía discográfica Decca Studios les realizara una prueba conocida como la audición de Decca, que se concretó el 1 de enero de 1962, en la que grabaron 15 temas, entre ellos tres de autoría de Lennon y McCartney («Like Dreamers Do», «Hello Little Girl» y «Love of the Loved»). Decca sin embargo decidió no editar la grabación con el comentario «los grupos de guitarra están en pleno declive, señor Epstein», que era la opinión general de la industria discográfica en ese momento. Esta decisión es considerada uno de los mayores errores en la historia de la música popular. Para entonces, en Liverpool se volvía cada vez más popular el movimiento conocido como Merseybeat, es decir la música beat de Mersey, refiriéndose a la región norteña en la que se encuentra la ciudad.

#### George Martin

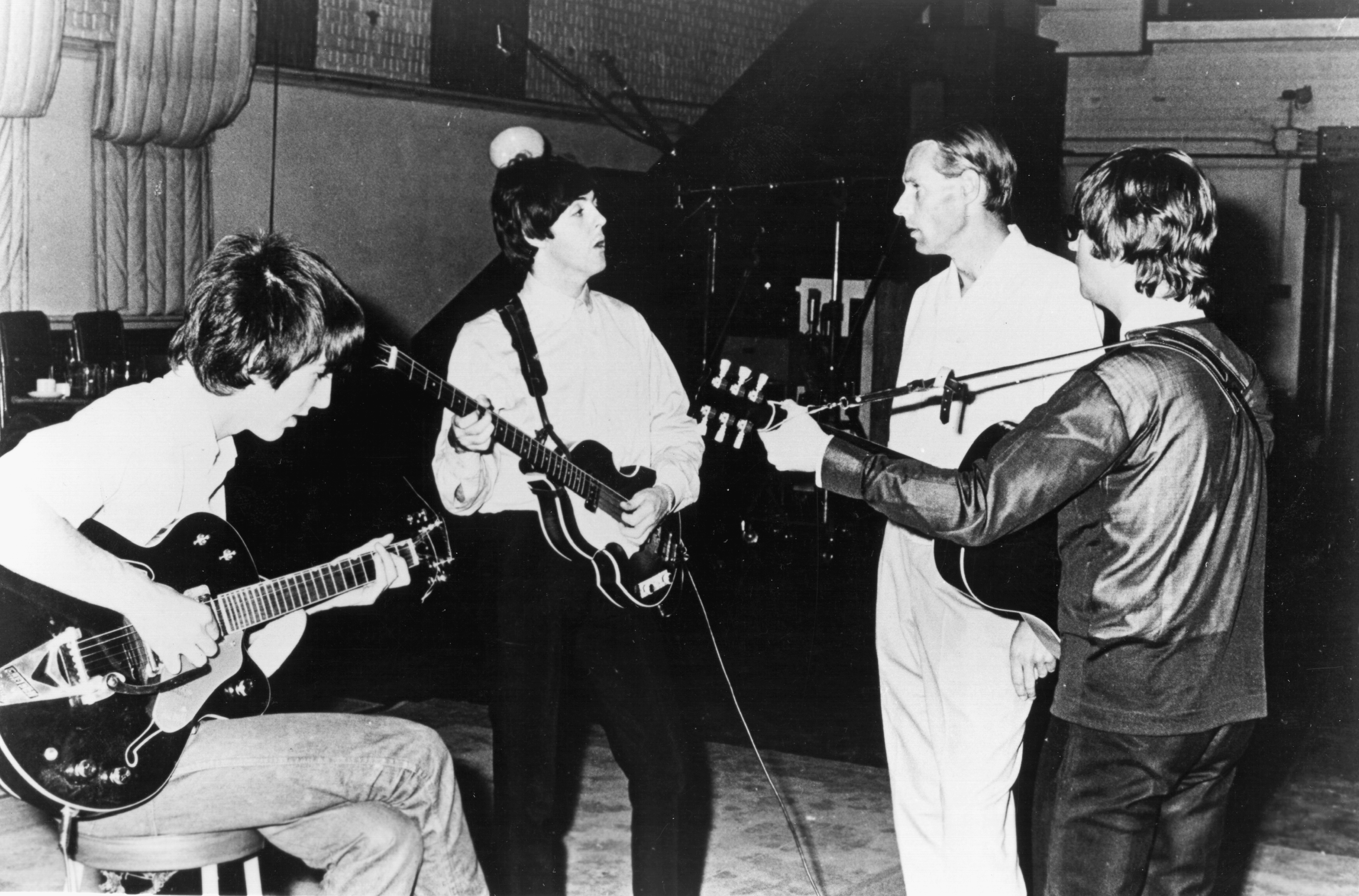
El músico y productor George Martin, influyó decisivamente en el sonido de Los Beatles. A menudo mencionado con el título de "quinto beatle".

El 10 de abril de 1962 partieron para una nueva temporada en Hamburgo, para tocar 42 días en el Star-Club. Ese mismo día recibieron la trágica noticia de que Sutcliffe había muerto a causa de una hemorragia cerebral.

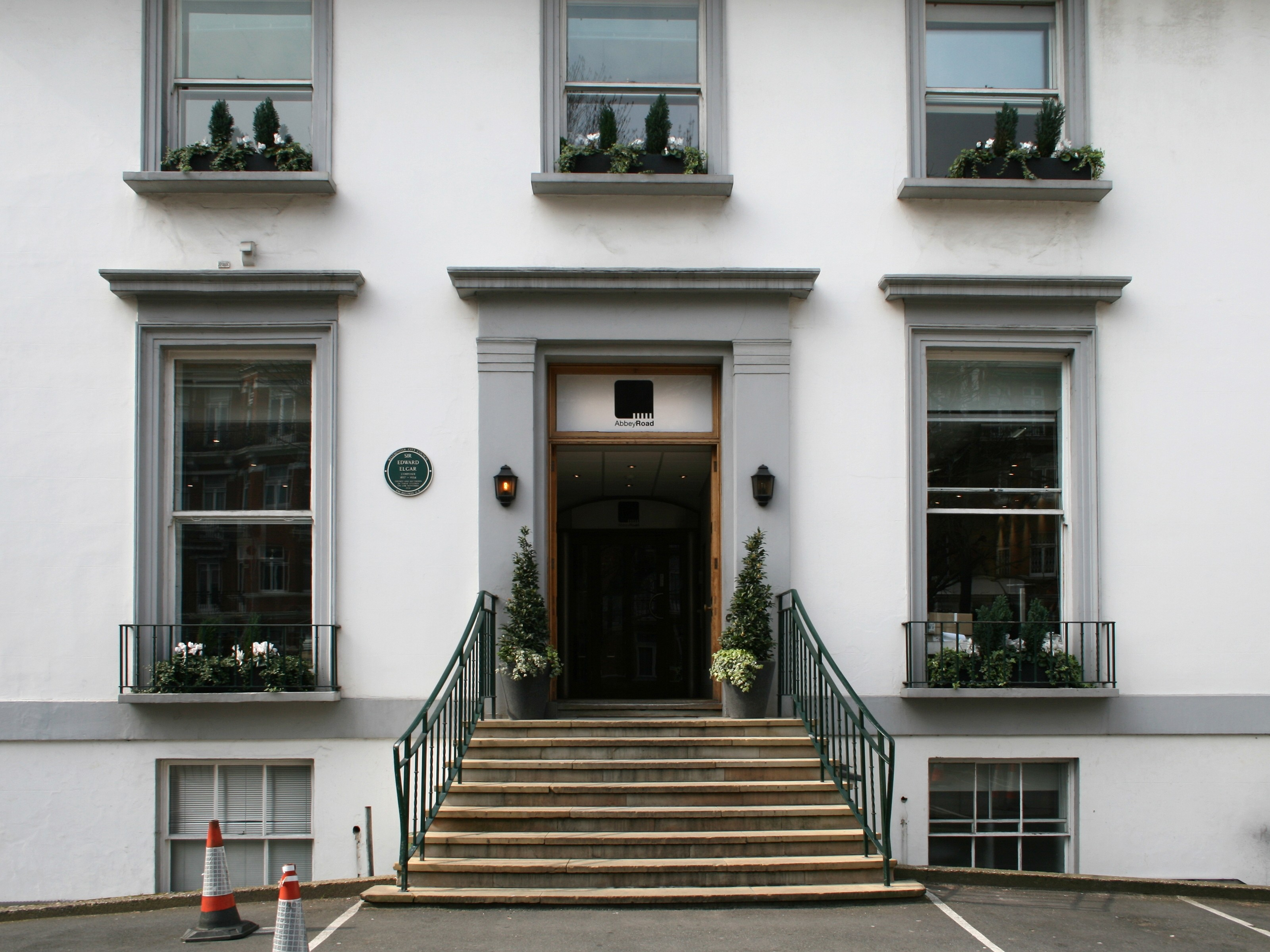
Entrada principal de los Abbey Road Studios en 2007, conocidos como EMI Studios hasta después de haberse publicado el penúltimo álbum de The Beatles en 1969.

Mientras actuaban en Hamburgo, y tras ser rechazados por los principales sellos discográficos británicos, Brian Epstein logró que el productor George Martin del sello Parlophone, una pequeña subsidiaria de EMI Records, aceptara realizar una prueba a la banda.
El conjunto tuvo su primera sesión de grabación en Londres, bajo la dirección de Martin, en los EMI Studios el 6 de junio de 1962, registrándose cuatro temas: «Bésame Mucho», «Love Me Do», «P.S. I Love You» y «Ask Me Why», estos últimos tres de Lennon-McCartney. Las cintas originales de aquella grabación fueron destruidas por rutina, pero al menos fueron preservadas dos grabaciones monoaurales. De allí fueron tomados los dos primeros temas, que fueron incluidos en Anthology 1. A Martin no le convenció la habilidad con la que tocaba la batería Pete Best, sugiriéndole privadamente a Epstein que lo cambiasen por un baterista de sesión en el estudio.
Finalmente, Best fue remplazado por Ringo Starr. Starr, que dejó a Rory Storm and the Hurricanes para unirse a The Beatles, ya había actuado con ellos en algunas ocasiones, sobre todo cuando Best estaba enfermo. Sin embargo, Martin ya había contratado al baterista de sesión Andy White para la siguiente sesión de grabación, y White tocó la batería en «Love Me Do» y «P.S. I Love You». Lanzado en octubre, «Love Me Do» alcanzó el número diecisiete en la lista británica Record Retailer. Posteriormente, en el mes de noviembre comenzaron a grabar lo que sería su segundo sencillo, «Please Please Me». Hicieron su debut en la televisión al emitirse una actuación suya en directo en el programa regional People and Places, de la Granada Television.
Concluyeron su quinta y última temporada de Hamburgo el 31 de diciembre de 1962. Varias interpretaciones en vivo de la misma fueron grabadas en un aparato casero y lanzadas como álbum en 1977 bajo el título de Live! at the Star-Club in Hamburg, Germany; 1962. En las versiones británica y estadounidense del álbum se incluyeron 30 canciones, pero solo dos temas de Lennon-McCartney: «I Saw Her Standing There» y «Ask Me Why». Entre los covers se incluyen varias canciones incluidas en los álbumes de Los Beatles, como «Roll Over Beethoven», «Twist and Shout», «Mr. Moonlight» y «A Taste of Honey». El álbum incluye también la versión del bolero «Bésame Mucho» que Los Beatles hacían en sus años iniciales.
En ese momento acordaron que los cuatro contribuirían como vocalistas dentro del grupo, aunque el rango restringido de Starr hizo que rara vez fuese el líder vocal. Lennon y McCartney establecieron una asociación para componer canciones; al comprobar que aumentaba el éxito del grupo, la celebrada colaboración entre ellos limitó las oportunidades de Harrison de ser vocalista principal. A comienzos de 1963 se fundó la empresa Northern Songs para comercializar las canciones de Los Beatles; la operación ha sido cuestionada como abusiva, otorgando una baja participación de la pareja Lennon-McCartney y una participación marginal de Harrison y Starr. Harrison compuso una canción crítica de aquella operación titulada «Only a Northern Song», incluida en el álbum «Yellow Submarine».
Epstein, sintiendo el potencial comercial que tenían, los alentó a que adoptasen una actitud más profesional. Lennon rememoró lo que el representante les dijo: «Miren, si ustedes realmente desean conseguir uno de esos lugares grandes, van a tener que cambiar, dejar de comer en el escenario, dejar de maldecir, dejar de fumar». Lennon dijo: «Solíamos vestir como nos gustaba, dentro y fuera del escenario. Epstein nos decía que los pantalones vaqueros no eran especialmente elegantes y que deberíamos considerar la posibilidad de usar pantalones más adecuados. Nos dejó tener nuestro propio sentido de individualidad [...] tuvimos que elegir entre obedecerle o seguir comiendo pollo en el escenario».

### Beatlemanía y años de gira (1963-1966)

#### Popularidad en el Reino Unido,Please Please MeyWith the Beatles

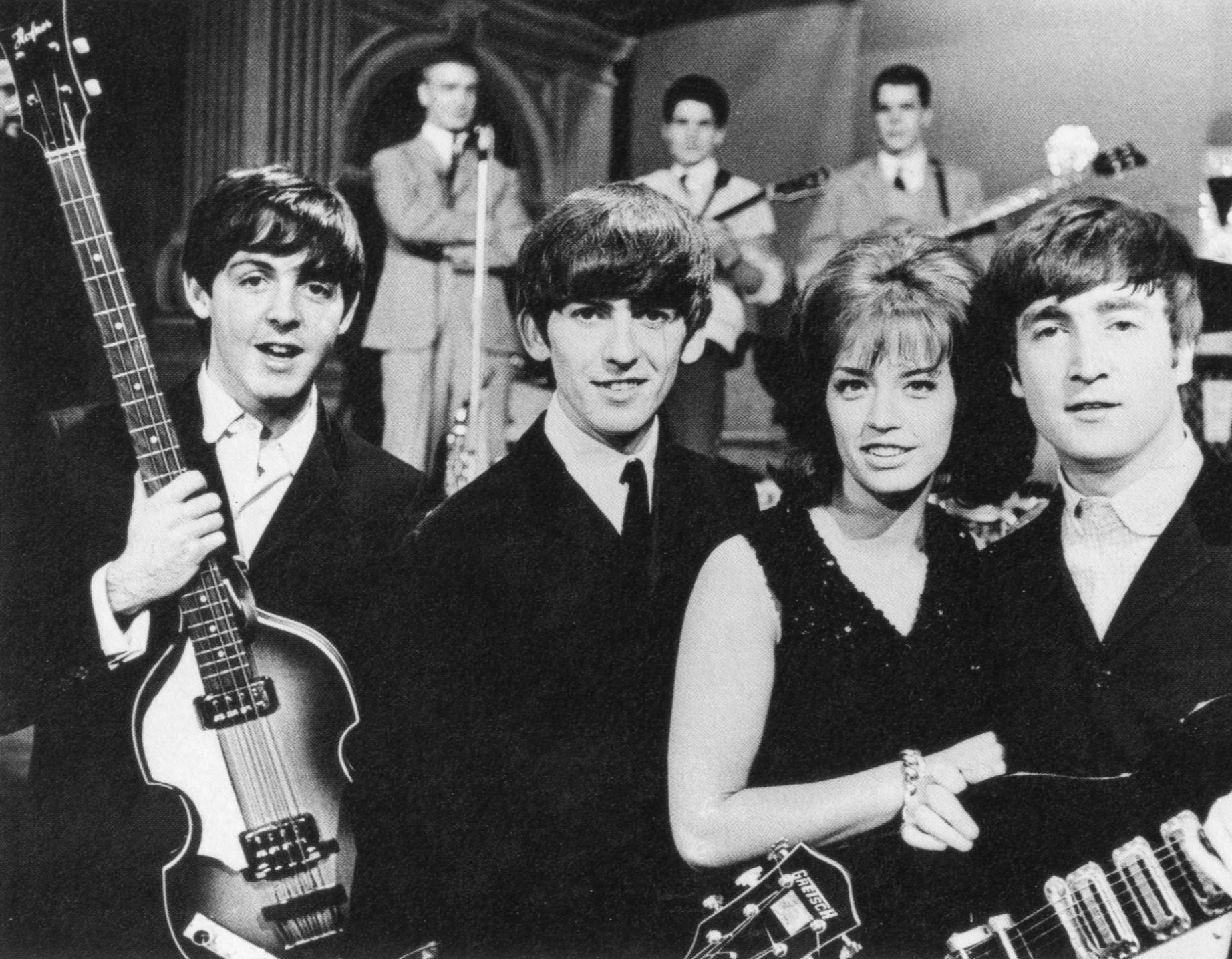
McCartney, Harrison, la cantante sueca Lill-Babs y Lennon en el programa de televisión sueco Drop-In, el 30 de octubre de 1963.

Después del moderado éxito de «Love Me Do», «Please Please Me» recibió una acogida más enfática, alcanzando el número dos en el Record Retailer en enero de 1963 después de su lanzamiento. Martin originalmente tenía previsto grabar el disco debut de The Beatles en vivo en el Cavern Club. Finalmente esta idea fue cambiada, y se eligió crear un álbum «en vivo» de una sola sesión en los EMI Studios. Diez canciones fueron grabadas para Please Please Me, acompañadas en el álbum por los cuatro temas que ya habían sido publicados en los dos sencillos. Recordando la «urgencia que tenían por publicar su álbum de debut, y dándose la paliza para grabar Please Please Me en un solo día», un crítico de Allmusic comentaba: «Décadas después de su lanzamiento, el álbum todavía suena fresco, precisamente a causa de su origen tan intenso». Lennon dijo que apenas se estrujaron la cabeza a la hora de componer las canciones en aquel tiempo; él y McCartney estaban «simplemente escribiendo canciones a lo Everly Brothers, al estilo de Buddy Holly, canciones pop sin tener más complicaciones que eso: crear un sonido. Y las palabras eran casi irrelevantes».
Lanzado en marzo de 1963, el álbum alcanzó el número uno en las listas británicas. El tercer sencillo que publicaron, «From Me to You», fue lanzado en abril y también alcanzó la cima de las listas de éxitos. A partir de ese momento se inició una racha casi ininterrumpida de diecisiete sencillos editados por The Beatles, que alcanzaron el número uno en las listas británicas, incluyendo todos los que se publicaron en los siguientes seis años, a excepción de uno. Lanzado en agosto, el cuarto sencillo, «She Loves You», alcanzó el récord de mayor número de copias vendidas en el Reino Unido hasta ese momento, vendiendo cerca de 750 mil copias en menos de cuatro semanas. Se convirtió en su primer sencillo en vender un millón de copias, y siguió teniendo el récord en el Reino Unido hasta 1978, cuando fue superada por «Mull of Kintyre», interpretada por McCartney y su grupo posterior a la separación de The Beatles, Wings. La popularidad de su música les proporcionó una creciente atención de la prensa, a la que ellos respondieron con una descarada e irreverente actitud, que acabó por apartarse de los rasgos característicos de las figuras más importantes de la música pop y que, incluso, inspiró mayores intereses.
El icónico logotipo de The Beatles con la letra «T» alargada hacia abajo hizo su debut en 1963, cuando fue utilizado por primera vez al frente de la batería de Starr, que Epstein y Starr compraron en una tienda de Londres. Durante la primera mitad del año llevaron a cabo tres giras en el Reino Unido: una de cuatro semanas que comenzó en febrero y otras dos de tres semanas durante marzo y mayo a junio. A medida que su popularidad se extendió, apareció una adulación desenfrenada hacia ellos, también llamada «Beatlemanía». Aunque no se anunciaron como los cabecillas de gira, los otros artistas que participaron fueron Tommy Roe, Chris Montez y Roy Orbison, artistas estadounidenses que habían establecido una gran popularidad en el Reino Unido. Las actuaciones en todas partes, tanto en la gira como en los espectáculos fuera del Reino Unido, fueron recibidas con un entusiasmo desenfrenado por los fanáticos que no paraban de gritar. La policía se vio obligada a usar agua a alta presión con mangueras para poder controlar a las multitudes, y hubo debates en el Parlamento sobre los miles de policías que ponían en riesgo sus vidas para protegerlos. A finales de octubre, una gira de cinco días por Suecia se convirtió en la primera visita que hicieron al extranjero desde sus días en Hamburgo. De regreso al Reino Unido fueron recibidos en el aeropuerto de Heathrow bajo una intensa lluvia por miles de fanáticos. Además, asistieron cincuenta periodistas y fotógrafos y un equipo de cámaras de la televisión de la BBC. Al día siguiente, The Beatles comenzaron otra gira por el Reino Unido, prevista para seis semanas. Pero en esta ocasión, fueron, indiscutiblemente, el grupo principal.

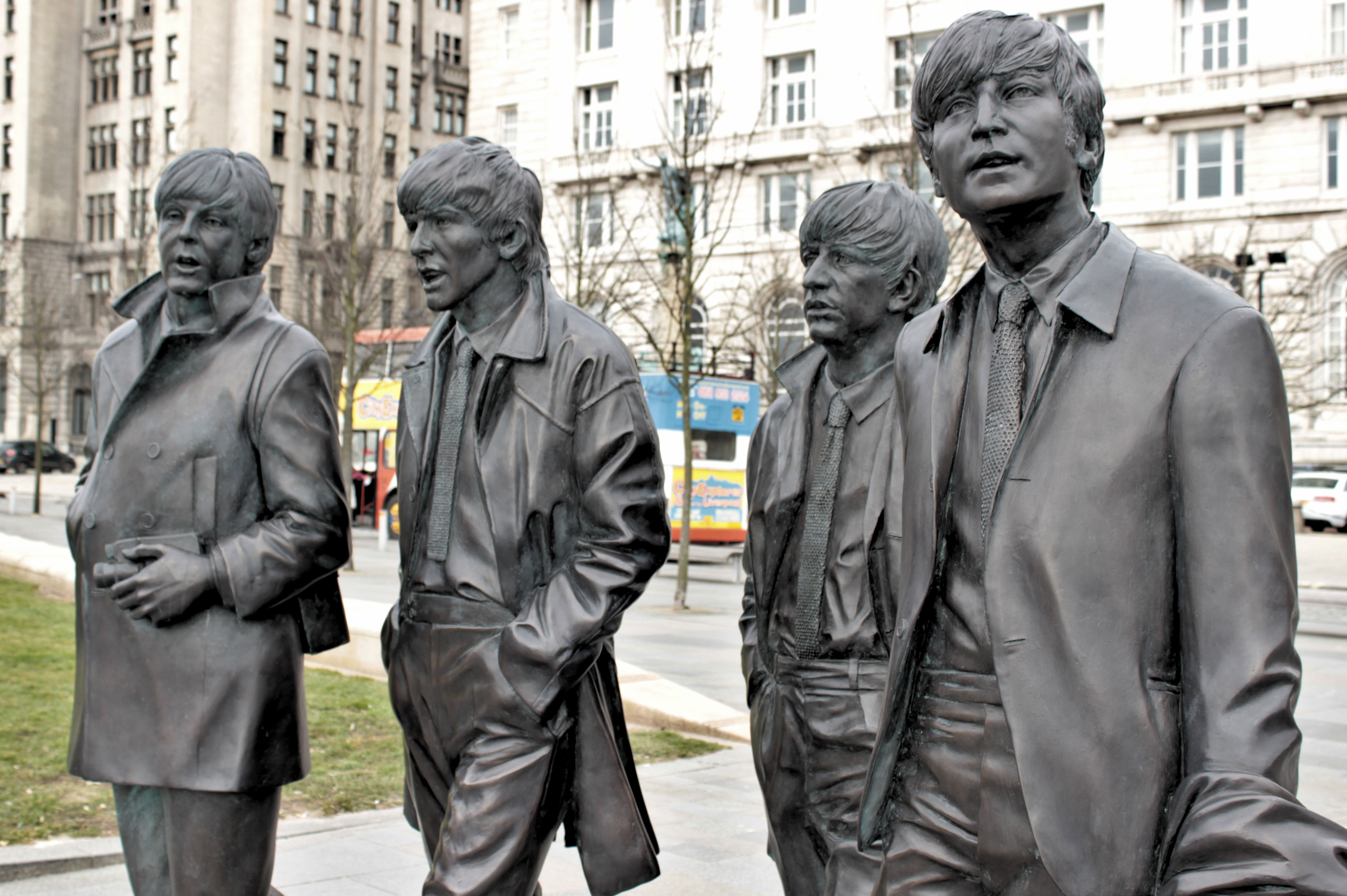
Escultura de The Beatles en Liverpool en Pier Head inspirada en una fotografía de 1963

Please Please Me estaba todavía en lo más alto de las listas. Se mantuvo en esa posición durante treinta semanas, solo para ser desplazado por With The Beatles, que se colocó en el primer lugar durante veintiún semanas. Haciendo mayor uso de las técnicas de producción que usaron en el LP predecesor, el álbum fue grabado entre julio y octubre. With The Beatles es descrito por Allmusic como «una secuela al más alto nivel que mejora al original mediante el desarrollo de un tono propio y la adición de profundidad». En un cambio de lo que hasta entonces había sido la práctica habitual, el álbum fue lanzado a fines de noviembre antes del inminente sencillo «I Want to Hold Your Hand», excluyendo a esta canción con el fin de maximizar las ventas del sencillo homónimo. With The Beatles llamó la atención del crítico musical de The Times William Mann, que fue tan lejos como para sugerir que Lennon y McCartney eran «los compositores ingleses más destacados de 1963». El periódico publicó una serie de artículos en los que Mann ofreció un análisis detallado de la música de The Beatles, lo cual les otorgó una mayor respetabilidad. With The Beatles se convirtió en el segundo álbum en la historia del Reino Unido en vender un millón de copias, una cifra que solo fue alcanzada previamente por la banda sonora de la película estadounidense South Pacific, de 1958.

#### Conquista de los Estados Unidos

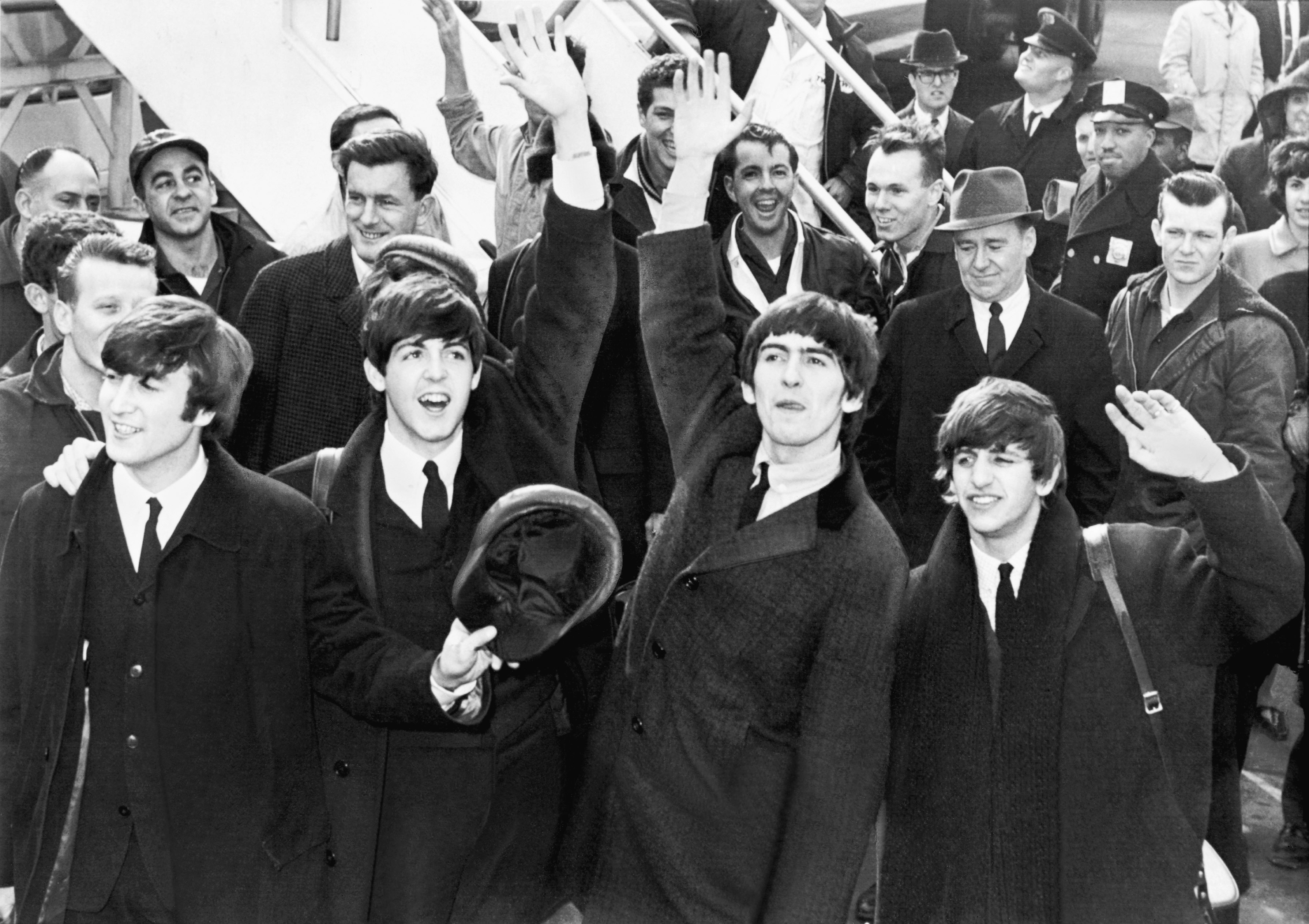
The Beatles, al arribar en el aeropuerto JFK de Nueva York el 7 de febrero de 1964.

Los lanzamientos de The Beatles en los Estados Unidos inicialmente se retrasaron por casi un año, cuando Capitol Records, filial americana de EMI, se negó a lanzar los sencillos «Please Please Me» y «From Me to You». Las negociaciones con sellos independientes de Estados Unidos llevaron a la publicación de algunos sencillos, pero los problemas de regalías y las burlas hacia el peinado «moptop» de los integrantes plantearon nuevos obstáculos. Una vez que Capitol comenzó a editar el material en Estados Unidos, en lugar de lanzar los LP en su configuración original, compilaron sus distintas grabaciones en diferentes álbumes, y publicaron canciones en sencillos de su preferencia. El éxito definitivo en América llegó cuando se emitió un reportaje sobre la Beatlemanía británica, provocando gran aclamación entre el público estadounidense, lo que llevó a Capitol a lanzar «I Want to Hold Your Hand» en diciembre de 1963. El primer viaje que realizaron a Estados Unidos estaba preparado para unas semanas después.

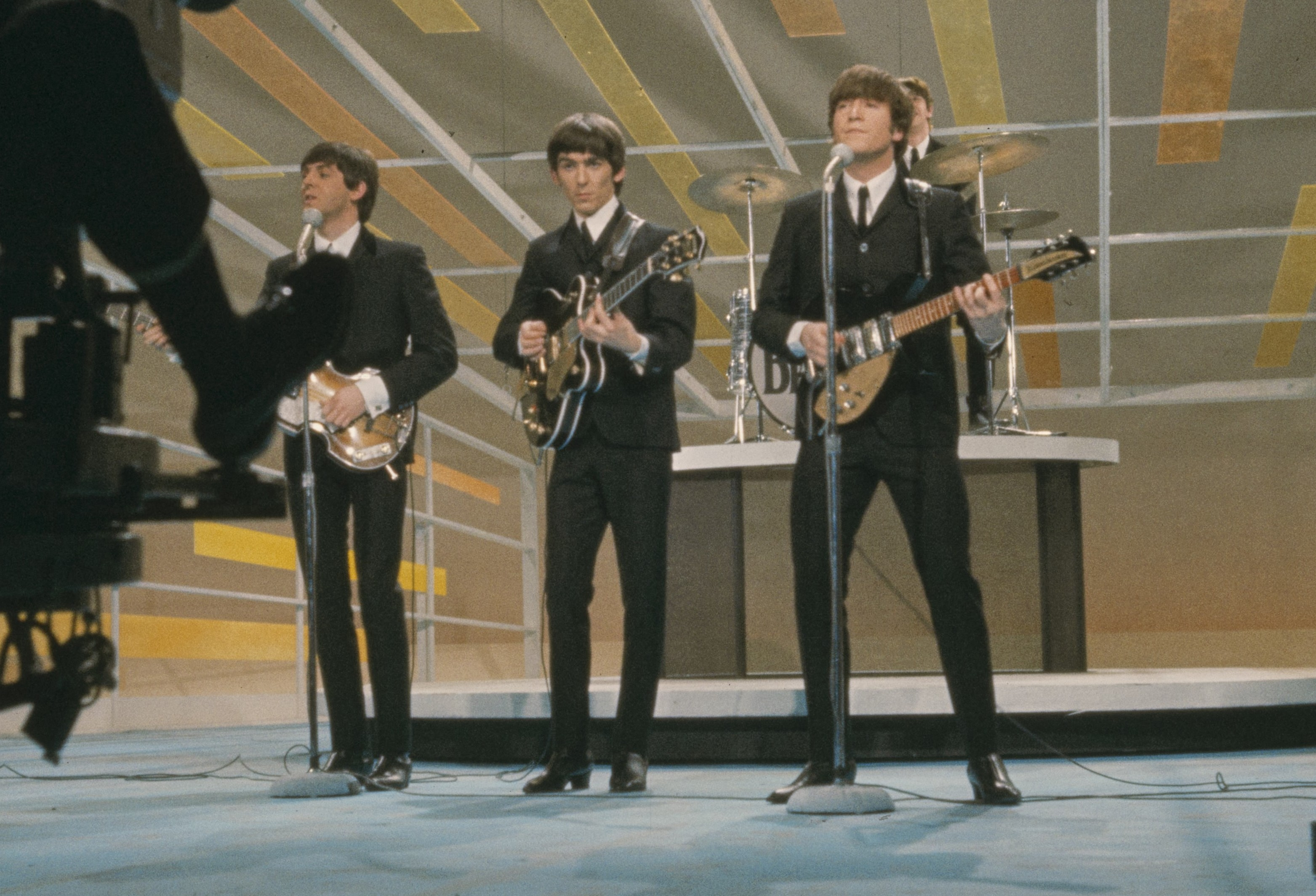
The Beatles en The Ed Sullivan Show

Cuando abandonaron el Reino Unido el 7 de febrero de 1964, unos cuatro mil aficionados reunidos en Heathrow comenzaron a saludar y gritar cuando la aeronave despegó. «I Want to Hold Your Hand» había vendido 2,6 millones de copias en los Estados Unidos durante las dos semanas anteriores, pero aún sentían cierta incertidumbre sobre el recibimiento que tendrían a su llegada. Al llegar al recién rebautizado Aeropuerto Internacional John F. Kennedy fueron recibidos por otra multitud vociferante, estimada en alrededor de tres mil personas. Su primera aparición estadounidense la llevaron a cabo en el programa The Ed Sullivan Show el 9 de febrero de 1964, siendo vistos por aproximadamente 74 millones de espectadores —casi la mitad de la población del país por entonces—. A la mañana siguiente un periódico escribió que The Beatles «no podían llevar la misma musiquilla cruzando el Atlántico», pero un día después de su presentación debut en Estados Unidos, por primera vez la Beatlemanía se hizo ver en el Washington Coliseum. De vuelta a Nueva York el día siguiente, se presentaron con otra gran acogida en el Carnegie Hall. Después de una semana aparecieron en el Ed Sullivan Show por segunda vez, antes de regresar al Reino Unido el 22 de febrero. Durante la semana del 4 de abril habían logrado situar doce de sus canciones en el Billboard Hot 100, incluyendo los cinco primeros lugares. Esa misma semana, un tercer LP estadounidense se unió a los otros dos que ya estaban en circulación. Los tres llegaron a los primeros lugares en la lista estadounidense de álbumes. El éxito que habían obtenido en los Estados Unidos provocó la denominada invasión británica: la llegada de una serie de nuevas formaciones musicales británicas que lograron ser populares en Estados Unidos después de la llegada de The Beatles. El peinado del cuarteto, inusualmente largo para ese tiempo, continuó siendo objeto de escarnio de muchos adultos, pero ampliamente adoptado como emblema cultural de la juventud floreciente.

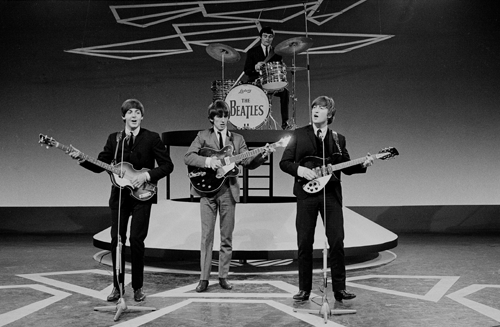
McCartney, Harrison, Lennon y Jimmy Nicol actuando en Países Bajos el 5 de junio de 1964. Nicol reemplazó a Starr durante la mitad de la gira de junio mientras este último estaba hospitalizado.

En junio de 1964 realizaron una gira internacional durante la cual la banda actuó en treinta y dos conciertos en solo diecinueve días. Los lugares de actuación fueron en Dinamarca, Hong Kong, Australia y Nueva Zelanda, y en todos ellos fueron recibidos con gran entusiasmo. Starr se encontró hospitalizado después de una amigdalectomía durante la primera mitad de la gira, y Jimmy Nicol fue el encargado de tocar la batería durante su ausencia. En agosto volvieron a visitar Estados Unidos, con una gira de treinta conciertos en veintitrés ciudades. Generando una aclamación inmensa una vez más, la gira atrajo entre diez y veinte mil aficionados en todos los conciertos. Sin embargo, su música apenas era audible. El sistema de amplificación en ese momento era modesto en comparación a los equipos modernos posteriores, y los pequeños amplificadores Vox que usaban tenían dificultades para competir con el alto volumen del sonido generado por los gritos de los fanáticos. Obligados a aceptar que ni ellos ni su público pudieran escuchar los detalles de sus actuaciones, la banda comenzó a aburrirse cada vez más de la rutina de los conciertos y las giras.
Al final de la gira de agosto, estando en Nueva York, les presentaron a Bob Dylan por iniciativa del periodista Al Aronowitz. Cuando lo visitaron en su suite del hotel, Dylan los inició en el consumo de cannabis. El historiador musical Jonathan Gould señaló la importancia musical y cultural de esta reunión, ya que los respectivos fanáticos de los músicos eran «percibidos como habitantes de dos mundos culturalmente separados»: el público general de Dylan eran «chicos de la universidad con inclinaciones artísticas o intelectuales, un idealismo político y social naciente, y un estilo ligeramente bohemio» en contraste con la audiencia de The Beatles que eran unos «verdaderos 'adolescentes'—chicos de secundaria o primaria, cuyas vidas estaban totalmente envueltas en la comercializada cultura popular de la televisión, radio, discos de música pop, revistas, y la moda adolescente. Fueron vistos como idólatras, no como idealistas». Seis meses después de la reunión, «Lennon habría de hacer grabaciones en donde imitaría abiertamente el tono nasal de Dylan —de estilo frágil— y su personalidad vocal introspectiva». Al cabo de un año, Dylan «procedería —con la ayuda de un grupo de cinco personas y una guitarra eléctrica Fender Stratocaster— a sacudirse su fama de autor folk auténtico que permanentemente llevaba a sus espaldas»; «se habrán evaporado casi las diferencias entre el público del folk y el rock»; y la audiencia de The Beatles «mostraría signos de crecimiento intelectual».

#### A Hard Day's Night,Beatles for Sale, conciertos en España
La falta de interés de la compañía discográfica Capitol Records durante 1963 no pasó desapercibida para la competencia, de manera que United Artists Records alentó a su división de cine United Artists a ofrecerles un contrato cinematográfico con la esperanza de poder llegar a un acuerdo discográfico con ellos. Dirigida por Richard Lester, A Hard Day's Night los involucró durante un periodo de tres semanas entre marzo y abril de 1964 para el rodaje de la película. El estreno de la película tuvo lugar en Londres y Nueva York en julio y agosto, respectivamente, y fue un éxito internacional. Estrenada en la cúspide de la Beatlemanía, fue muy bien recibida por la crítica cinematográfica, convirtiéndose así en una de las películas más célebres de la historia en su género. Según Allmusic, la banda sonora de la película, A Hard Day's Night, hizo que se les viese como «una verdadera banda cohesionada. Todas las influencias dispares de sus dos primeros álbumes se habían fundido esta vez de forma brillante, alegre y original, llena de sonidos de guitarras». Este «sonido de guitarra» fue principalmente producto de Harrison y su guitarra eléctrica de 12 cuerdas Rickenbacker.
Su cuarto álbum de estudio, Beatles for Sale, vio el comienzo de un serio conflicto entre el comercialismo y la creatividad. Grabado entre agosto y octubre de 1964, se tuvo la intención de continuar con el formato establecido en A Hard Day's Night, que a diferencia de los primeros dos LP, este incluía únicamente composiciones originales de ellos. Reconociendo el desafío que planteaba el dar constantes conciertos por todo el mundo, sus esfuerzos de componer nuevas canciones fueron en vano. Finalmente, fueron incluidas seis versiones en su nuevo álbum de estudio. Lanzado a principios de diciembre, sus ocho canciones originales destacaron por la creciente madurez que mostraba el material producido por la asociación Lennon-McCartney.

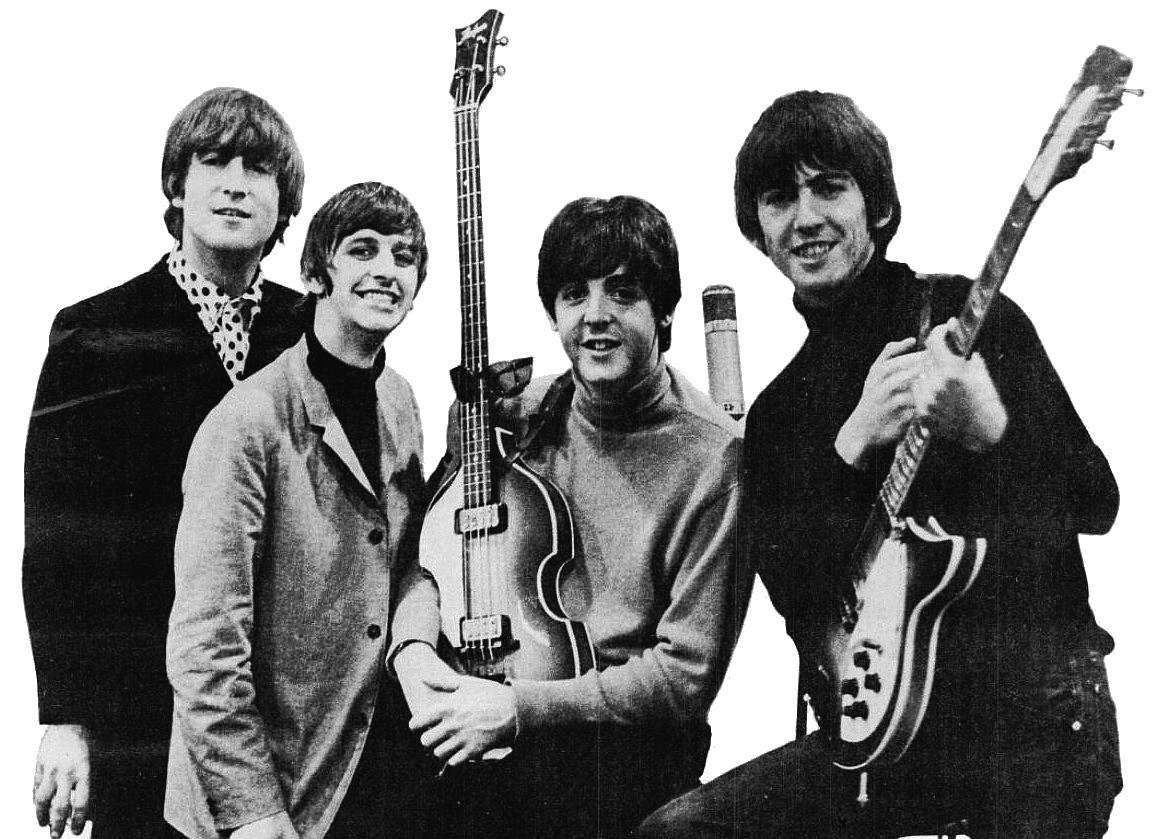
Juntos en el año de 1965, celebrando el Grammy que ganaron.

En abril de 1965, estando Lennon y Harrison cenando por invitación en casa de su dentista, consumieron LSD que este último había añadido en sus cafés. Posteriormente, ambos músicos experimentaron deliberadamente con esta droga, uniéndose a ellos Starr en una ocasión. McCartney se mostró al principio renuente a probarla, pero finalmente lo hizo en 1966, y más tarde se convirtió en el primero en hablar públicamente sobre ello. La controversia surgió en junio de 1965, cuando la Reina Isabel II los designó como miembros de la Orden del Imperio Británico (MBE). Los propuso el primer ministro Harold Wilson, el que fuera antes miembro del Parlamento por Huyton, distrito de Liverpool. El nombramiento —en ese tiempo concedido fundamentalmente a veteranos de guerra y a líderes civiles— provocó que algunos receptores del MBE protestasen devolviendo la insignia.
El julio de 1965 The Beatles dieron sus dos únicos conciertos en España, en Madrid y Barcelona, como parte de una gira de diez conciertos por toda Europa. No era la primera vez que visitaban España: John y Brian Epstein habían estado de vacaciones en 1963 en Torremolinos., mientras que Paul, George y Ringo optaron por Tenerife. Son famosas las escenas emitidas en el No-Do en el Hotel Gran Meliá Fénix, donde las Bodegas Domecq organizaron una cata de vino de Jerez y los chicos pudieron firmar unos barriles. El concierto de Madrid se realizó en Las Ventas, el 2 de junio de 1965 a las 20:30. La presentación corrió a cargo del ya famoso Torrebruno. Los teloneros fueron un elenco de grupos y cantantes nacionales que llenaron la primera parte del concierto: Los Pekenikes, Beatchics, Freddie Davis, Juan Cano, Michel, The Modern 4, The Rustik y Trinidad Steel Band (con Phil Trim, que se renombraron luego a los exitosos The Pop Tops). Al día siguiente tocaron en La Monumental de Barcelona.

#### La madurez:Help!yRubber Soul

Fotograma del tráiler estadounidense de Help!, película estrenada oficialmente en julio de 1965. En él aparecen (desde delante hacia el fondo) John Lennon, Paul McCartney y George Harrison.

La segunda película de The Beatles, Help!, de nuevo dirigida por Lester, fue estrenada en julio de 1965. Descrita principalmente como «una parodia de las películas de James Bond», el filme fue recibido tibiamente por la crítica y por ellos mismos. McCartney comentó: «Help! era estupenda, pero no fue nuestra película, éramos como una especie de estrellas invitadas. Fue divertido, pero básicamente, como idea para una película, estuvo un poco errada». Su banda sonora, el quinto álbum de estudio de la agrupación, contenía material original con solo dos canciones versionadas. Lennon era el cantante y compositor dominante en ella, incluyendo los dos sencillos extraídos del álbum: «Help!» y «Ticket to Ride». En Help! se les vio con una mayor utilización de doblajes vocales y la incorporación de instrumentos clásicos en sus arreglos, especialmente el cuarteto de cuerdas de la balada «Yesterday». Compuesta por McCartney, «Yesterday» posee el récord de ser la canción más versionada de la historia de la música. La pista de cierre del LP, «Dizzy Miss Lizzy», se convirtió en el último tema que versionaron e incluyeron en un álbum. Con la excepción del álbum Let It Be, que contenía la canción popular tradicional de Liverpool «Maggie Mae», todos sus discos posteriores incluyeron solo material original.
El 15 de agosto, en su tercera visita a Estados Unidos, llevaron a cabo el concierto en el Shea Stadium de Nueva York, ante una multitud de 55 600 personas. Otros nueve conciertos le siguieron en otras ciudades de Estados Unidos, también con gran éxito. Hacia el final de la gira, el 27 de agosto de 1965, visitaron a Elvis Presley en su mansión de Bel-Air. En la sala de Elvis tocaron y discutieron sobre el negocio de la música e intercambiaron anécdotas personales. En septiembre de 1965 se estrenó una serie estadounidense de dibujos animados de The Beatles, transmitida los sábados por la mañana en la televisión que los tenía como protagonistas. La serie se hacía eco del humor de la película A Hard Day's Night. Los episodios originales, aunque producidos hasta 1967, siguieron apareciendo durante dos años más, hasta 1969.
Rubber Soul, lanzado a principios de diciembre de 1965, fue aclamado por la crítica como un gran paso en la madurez y la complejidad de su música. El biógrafo y crítico musical Ian MacDonald comentó que con Rubber Soul, The Beatles «recuperaron la dirección que habían comenzado a perder durante las últimas etapas con su trabajo en Beatles for Sale». Después de que en Help! incursionasen en el mundo de la música clásica con cuerdas y flautas, la introducción en Rubber Soul de un sitar en «Norwegian Wood (This Bird Has Flown)» marcó un avance más allá de los límites tradicionales de la música rock. Además, también demostró que Lennon y McCartney estaban menos complementados en sus composiciones, cada vez más diferentes entre sí (aunque seguían compartiendo crédito oficial). Su alcance temático estuvo en plena expansión, englobando los aspectos más complejos del romance y otro tipo de preocupaciones en sus canciones. Como sus letras se hicieron más ingeniosas, los fanáticos comenzaron a estudiarlas para encontrar su verdadero significado. Se especuló que «Norwegian Wood» podría referirse al cannabis. En 2003, la revista Rolling Stone clasificó a Rubber Soul en el puesto número 5 de «los 500 mejores álbumes de todos los tiempos», y el álbum es descrito por Allmusic como «uno de los discos clásicos en el género musical de folk rock». De acuerdo con Lennon y McCartney, sin embargo, este fue «sólo un álbum más». El ingeniero Norman Smith vio claros signos de los crecientes conflictos que tenían durante las sesiones de Rubber Soul; Smith dijo más tarde que «el enfrentamiento entre John y Paul se hacía cada vez más evidente» y «en lo que se refiere a Paul, George no podía hacer nada bien».

### Controversia, años finales y separación (1966-1970)

#### Incidentes que condujeron a la última gira
En junio de 1966 salió a la venta Yesterday and Today, un álbum creado por Capitol Records para el mercado estadounidense. El disco causó gran impacto por su portada, al retratarlos vestidos de carniceros rodeados de piezas de carne y muñecas de plástico mutiladas. Una popular historia, aunque apócrifa, fue que la foto de la portada habría que entenderla como una respuesta satírica al modo que empleó Capitol en masacrar los álbumes originales del grupo. Ante la controversia y escándalo que la portada de este álbum despertó, decidieron cambiarla por una nueva más convencional. Una copia original sin censura fue subastada en 10 500 dólares en diciembre de 2005. Durante una gira por Filipinas, un mes después de que saliera a la venta Yesterday and Today, fueron invitados a un desayuno en el Palacio Presidencial por parte de la primera dama del país, Imelda Marcos. Cuando se presentó la invitación, Epstein la rechazó cortésmente en nombre del grupo, ya que nunca había sido su política el aceptar este tipo de invitaciones oficiales. The Beatles se dieron cuenta pronto de que el régimen de Marcos no estaba acostumbrado a tomar un «no» por respuesta. Como resultado de esto, tuvieron que escapar del país a causa de los disturbios que se habían ocasionado.
Al poco tiempo, a punto de comenzar la tercera gira por Estados Unidos, se encontraron con la reacción furibunda de algunos de los religiosos y conservadores de aquel país, debido a un comentario que Lennon había hecho el marzo pasado: en una entrevista con la periodista británica Maureen Cleave, opinó que la religión cristiana estaba por entonces en franco declive, y que The Beatles eran en ese momento más populares que Jesucristo. El comentario pasó prácticamente desapercibido en Inglaterra, pero cuando la revista Datebook la publicó en Estados Unidos, se creó una gran controversia entre los grupos religiosos del sur de Estados Unidos.
Al mismo tiempo, ocasionó también que en Sudáfrica el gobierno prohibiera la publicación de grabaciones de The Beatles, acta que se extendió hasta 1971. Epstein criticó públicamente a Datebook, diciendo que habían interpretado las palabras de Lennon fuera de contexto. Finalmente, Lennon tuvo que disculparse públicamente por su comentario en una conferencia de prensa en Chicago el 11 de agosto de 1966.

#### RevolverySgt. Pepper's Lonely Hearts Club Band
Rubber Soul había marcado un gran paso hacia adelante en la música de The Beatles; Revolver, lanzado en agosto de 1966, una semana antes de su última gira, marcaría otro paso más para el grupo. Pitchfork lo identifica como «el sonido de una banda que estaba creciendo con suprema confianza en sí misma» y «la redefinición de lo que cabía esperar de la música popular». En Revolver se destacan las sofisticadas composiciones y un repertorio muy amplio de estilos musicales, que van desde innovadores arreglos de cuerda clásica hasta el rock psicodélico. Abandonando la típica fotografía que hasta ese momento era norma, la portada del álbum —diseñada por Klaus Voormann, un amigo que conocían desde sus días en Hamburgo— consistió ahora en un «collage artístico en blanco y negro que tenía caricaturizada la imagen de The Beatles en un corral de tinta al estilo de Aubrey Beardsley». El álbum fue precedido por el sencillo «Paperback Writer», con «Rain» en la cara B del disco. The Beatles rodaron cortometrajes promocionales para ambas canciones, que están considerados como «auténticos primeros videos musicales de entre los que se rodaron en aquella época», y que fueron transmitidos en los programas Top of the Pops y The Ed Sullivan Show.
Uno de los temas más experimentales de Revolver fue «Tomorrow Never Knows», cuya letra fue inspirada por el libro The Psychedelic Experience: A Manual Based on the Tibetan Book of the Dead, de Timothy Leary. En la creación de la canción se vieron involucradas ocho pletinas distribuidas por el edificio de estudio de grabación, cada una manejada por un ingeniero o un miembro de la banda, que variaba aleatoriamente el movimiento del bucle de una cinta. «Eleanor Rigby», de McCartney, contiene un uso prominente de un octeto de cuerda en la canción; el tema ha sido descrito como «un verdadero híbrido musical, ya que no es reconocible algún estilo o género concreto en la canción». Harrison se estaba desarrollando como compositor, y tres de sus composiciones habían ganado lugar en el álbum. En 2003, Rolling Stone situó a Revolver como «el tercer mejor álbum de todos los tiempos». En la gira que siguió en Estados Unidos, The Beatles no tocaron ninguna de las canciones del álbum. The Beatles dieron su último concierto en vivo el 29 de agosto de 1966 en el Candlestick Park de San Francisco. Marcó el final de un período de cuatro años dominado por giras que incluyeron cerca de 1400 apariciones en conciertos a nivel internacional.

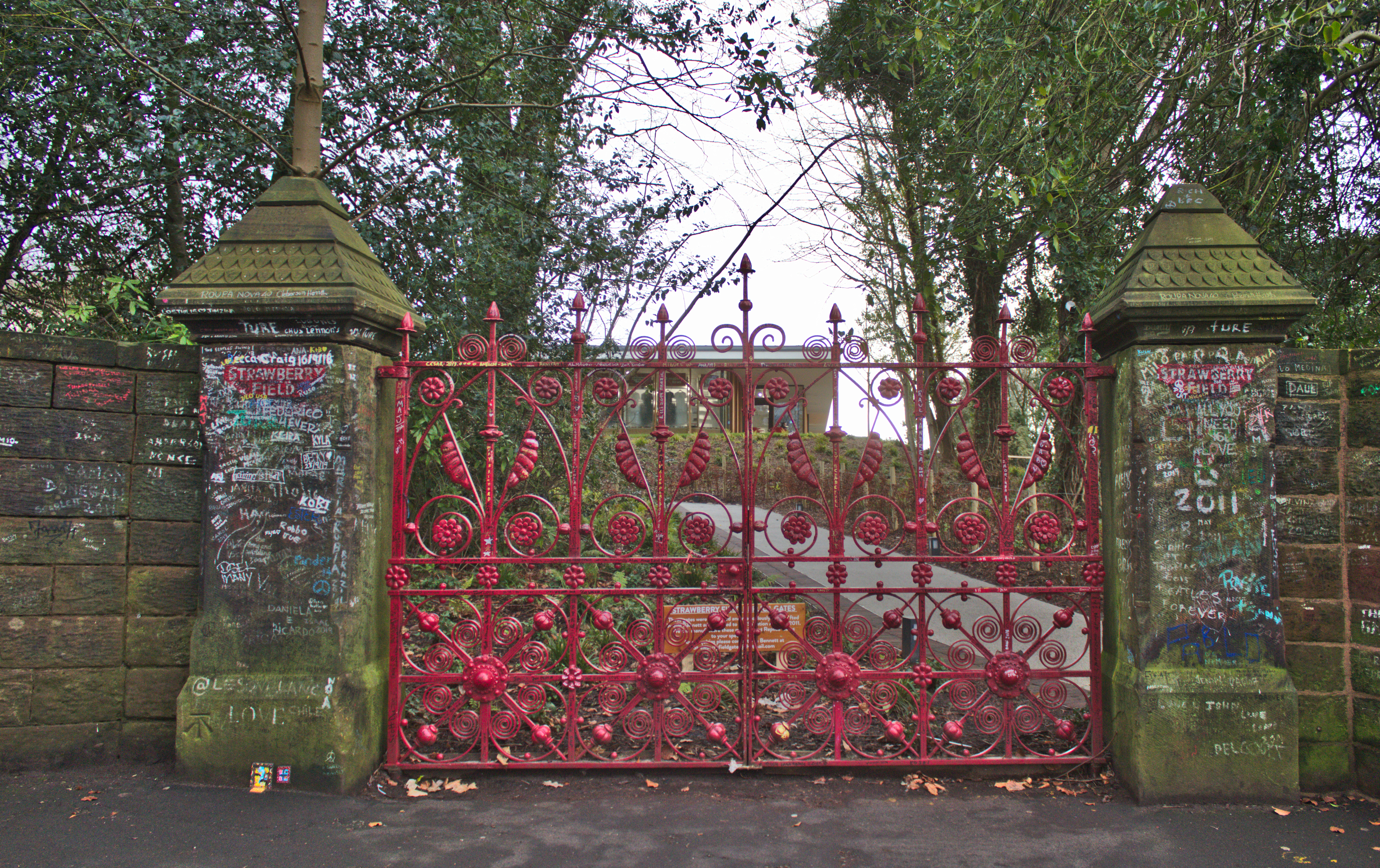
Entrada a Strawberry Field, lugar ubicado a la vuelta de Mendips, la casa de infancia de John Lennon, que inspiraría una de las más afamadas canciones de The Beatles.

En menos de siete meses, después de grabar Revolver, volvieron a los estudios de grabación de EMI el 24 de noviembre de 1966 para empezar a grabar su octavo álbum, Sgt. Pepper's Lonely Hearts Club Band. Emerick recordó: «The Beatles insistieron en que todo en el Sgt. Pepper tenía que ser diferente. Teníamos instalados micrófonos dentro de las campanas de los instrumentos de metal, y los auriculares se convirtieron en micrófonos unidos a los violines. Solíamos usar gigantes osciladores primitivos para variar la velocidad del sonido de los instrumentos y la voz, y teníamos cintas cortadas en pedazos y pegadas de nuevo aleatoriamente y al revés». Algunas partes de «A Day in the Life» requirieron una orquesta de cuarenta personas. Cerca de 700 horas de tiempo de estudio se dedicaron a las sesiones. Primero se produjo el sencillo independiente de doble lado A «Strawberry Fields Forever»/«Penny Lane» en febrero de 1967; el Sgt. Pepper le siguió en junio. La complejidad de las grabaciones musicales, creadas usando solo tecnología de grabación a cuatro pistas, asombró a artistas contemporáneos que buscaban superar a The Beatles. Para el líder de The Beach Boys, Brian Wilson, en medio de una crisis personal y dificultades para completar su ambicioso álbum Smile, el oír «Strawberry Fields» fue un duro golpe y pronto abandonó todos los intentos de competir con The Beatles. El Sgt. Peppers recibió la aclamación de la crítica. En 2003, la revista Rolling Stone lo situó como el mejor álbum de todos los tiempos, y es ampliamente considerado como una obra maestra. Jonathan Gould lo describe como

... una obra rica, continua y desbordante de genialidad colaborativa, cuya audaz ambición y sorprendente originalidad hacen que se amplíe notablemente sus posibilidades, aumentando así las expectativas de lo que puede ser la experiencia de escuchar la música popular en una grabación. Sobre la base de esta percepción, el Sgt. Pepper devino en el catalizador de una explosión de gran entusiasmo por parte de las masas para con el formato de álbum de rock, que iba a revolucionar tanto la estética como la economía de la industria discográfica que sobrepasaría las anteriores explosiones pop provocadas por el fenómeno de Elvis en 1956 y el fenómeno de la Beatlemanía en 1963.

Sgt. Pepper's Lonely Hearts Club Band es probablemente el álbum más famoso por su portada en la historia de la música popular. Fue uno de los primeros en su género en incluir las letras de las canciones en su funda. Esas letras fueron objeto de intenso análisis; los fanáticos especularon, por ejemplo, que el «célebre Señor K.» en «Being for the Benefit of Mr. Kite!» de hecho podría ser el escritor de ficción surrealista Franz Kafka. El crítico literario estadounidense y profesor de inglés Richard Poirier escribió un ensayo, Aprender de The Beatles, en el que señalaba que sus estudiantes estaban «escuchando la música del cuarteto con tal grado de compromiso, que él, como maestro de literatura, sólo podía envidiarles». Poirier ha identificado lo que él llamó las «alusiones mixtas» del material musical: «Siempre es poco prudente asumir que solo están haciendo una sola cosa o que se están expresando en un único estilo [...] un solo tipo de sentimiento acerca de un tema no es suficiente [...] tiene que existir a menudo cualquier sentimiento inducido dentro del contexto de las alternativas aparentemente contradictorias». McCartney dijo en ese momento: «Nosotros escribimos canciones. Sabemos lo que queremos decir en ellas. Pero en una semana alguien más dice algo al respecto, y no lo puedes negar [...] Tú pones tu propio significado a tu propio nivel a nuestras canciones». La muy elaborada portada del Sgt. Pepper's ocasionó gran interés y un estudio profundo sobre ella. Los bigotes que en esta época llevaban los miembros del grupo se convirtieron rápidamente en un sello distintivo del estilo hippie. El historiador cultural Jonathan Harris describió «el coloreado intenso y paródico de los uniformes militares» usados por The Beatles en el disco como una visualización cómplice en contra de la autoridad y el sistema.
El 25 de junio interpretaron su nuevo sencillo, «All You Need is Love», para los televidentes de todo el mundo a través de Our World, el primer programa transmitido vía satélite para todo el mundo. Su aparición en medio del Verano del Amor hizo que lo adoptasen como himno del flower power. Dos meses después sufrieron una pérdida que lanzó su carrera al caos. Después de ser presentados al Maharishi Mahesh Yogi, viajaron a Bangor (Gales) para retirarse a la meditación trascendental. Durante el retiro, el asistente de Epstein, Peter Brown, llamó para informarles de que Epstein había muerto. El médico forense dictaminó que su muerte fue ocasionada por una sobredosis accidental de anfetaminas, pero también se rumoreó de que se había descubierto una nota de suicidio entre sus posesiones. Epstein se había encontrado en un estado emocional frágil, tanto por cuestiones personales como por el estado de su relación de trabajo con The Beatles. Le preocupaba que no fueran a renovar su contrato de gestión con él, que expiraba en octubre, basado en el descontento que tenían con su supervisión en los asuntos de negocios. Se expresaron dudas concretas sobre Seltaeb, la empresa que manejaba los derechos de comercialización de The Beatles en los Estados Unidos. La muerte de Epstein los dejó desorientados y temerosos por su futuro. Poco después, Lennon dijo: «No tuve ningún concepto erróneo acerca de nuestra capacidad para hacer otra cosa que no fuera tocar música, y tenía miedo». Recapitulando, comprendió que la muerte de Epstein sería el comienzo del fin del grupo: «Sabía que estábamos en apuros [...] Entonces pensé, estamos jodidos a partir de este momento».

#### Magical Mystery Tour,The White AlbumyYellow Submarine
Magical Mystery Tour, la banda sonora de una próxima película de The Beatles, apareció como un doble EP de seis temas a principios de diciembre de 1967. En los Estados Unidos las seis canciones aparecieron en un LP titulado de la misma manera, en el que se incluyeron también los temas de sus últimos sencillos. Allmusic opina sobre el Magical Mystery Tour americano: «El sonido psicodélico de este disco está muy a la par del Sgt. Pepper, e incluso se encuentra más acentuado en algunas partes de él (especialmente en los collages de sonido de 'I Am the Walrus')», y califica a sus cinco canciones extraídas de los sencillos que publicaron en 1967 como «enormes, gloriosas e innovadoras». El álbum estableció un nuevo récord en sus primeras tres semanas de venta inicial en los Estados Unidos, el más alto de cualquier otro LP de Capitol, y es una compilación de Capitol que después fue adoptada en el canon oficial de los álbumes de estudio de The Beatles. Transmitida el Día de San Esteban, la película Magical Mystery Tour, dirigida básicamente por McCartney, les trajo la primera crítica negativa por parte de la prensa del Reino Unido, con artículos despectivos hacia su filme. Fue llamada «una indudable basura» por el Daily Express, que la describió como «una sucesión de imágenes sin editar mostrando a un grupo de gente subiendo y bajando de un autobús y viajando todo el tiempo en él». Sin embargo, el Daily Mail la calificó como «un proyecto vanidoso», mientras que The Guardian la calificó como «una especie de juego de fantasía moral sobre la grosería, la calidez y la estupidez de la audiencia». Le fue tan rotundamente mal que fue cancelada en ese momento en Estados Unidos. En enero, filmaron un corto para la película animada Yellow Submarine, una versión animada y fantasiosa de The Beatles. La otra y última participación que llevaron a cabo en la película fue con la contribución de varias grabaciones de estudio inéditas. Estrenado en junio de 1968, el filme fue bien recibido por su innovador estilo visual y humorístico, además de su música. Sin embargo, tuvieron que pasar siete meses hasta que se publicó la banda sonora de la película.

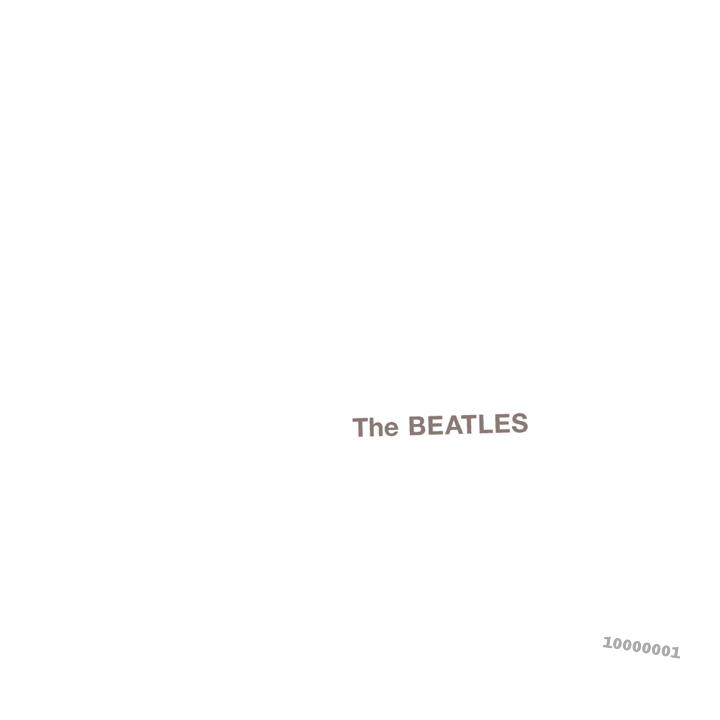
El álbum The Beatles fue lanzado en noviembre de 1968. Fue conocido popularmente como el Álbum Blanco por ser su portada totalmente blanca y contener solo el nombre del grupo en relieve. Además, en sus primeras ediciones reflejaba un número de serie en su cubierta.

Entretanto, apareció lo que sería el álbum The Beatles, un doble LP popularmente conocido como el White Album —Álbum Blanco— debido a su funda totalmente blanca. En contraposición a las anteriores fundas o cubiertas, el Álbum Blanco —publicado con el plus del diseño minimalista de Richard Hamilton— contrastaba con anteriores diseños de las cubiertas de estilo pop-art como los que realizaba Peter Blake. La inspiración creativa para este álbum llegó desde una nueva dirección, cuando, faltando la presencia rectora de Epstein, la banda se volvió hacia el Maharishi Mahesh Yogi para hacerlo su gurú. En su ashram en Rishikesh, India, la impartición de un «curso-guía» de tres meses se convirtió en uno de sus períodos más creativos, produciendo allí un gran número de canciones, incluyendo la mayor parte de las treinta grabadas para el álbum. Starr se marchó después de diez días de estancia allí, comparando aquel lugar con un campamento familiar de verano, y McCartney finalmente se aburrió con el procedimiento de sus compañeros en aquel lugar y se fue un mes después. Para Lennon y Harrison la creatividad se tornó en cuestionamiento cuando Yanni Alexis Mardas, técnico de electrónica conocido como Magic Alex, sugirió que el Maharishi estaba tratando de manipularles. Después de que Mardas alegara que el Maharishi había hecho proposiciones sexuales a varias asistentes, Lennon quedó convencido y se fue abruptamente, llevándose a Harrison y al resto de la comitiva consigo. En su ira, Lennon escribió una canción llamada «Maharishi», pero luego la modificó para evitar una demanda legal, convirtiéndola en la canción «Sexy Sadie». McCartney dijo: «Hemos cometido un error. Pensábamos que había algo más en el Maharishi de lo que realmente había».
Durante las sesiones de grabación para el álbum, que se extendieron desde fines de mayo hasta mediados de octubre de 1968, las diferencias y los desacuerdos comenzaron a dividirlos. Starr los dejó por un tiempo, lo que hizo que siguiesen adelante con McCartney tocando la batería en varios temas. El romance de Lennon con la artista vanguardista Yoko Ono contribuyó a crearles tensiones, haciendo que Lennon perdiese el interés en escribir canciones con McCartney. Desobedeciendo el acuerdo que ellos mismos establecieron de no llevar parejas al estudio, Lennon insistió en llevar a Ono a todas las sesiones de grabación, situación que no le agradaba a Harrison. También era cada vez más despectivo con los aportes creativos de McCartney, al que empezó a identificar como «autor de música para abuelitas», calificando la canción «Ob-La-Di, Ob-La-Da» como «música-basura para abuelitas». Recordando las sesiones del White Album, Lennon ofreció un curiosamente abreviado resumen de la historia que había vivido con sus compañeros a partir de ese momento, diciendo: «Es como si sacaras cada tema de ahí y lo convirtieras en todo mío y todo de Paul [...] solamente yo con músicos de acompañamiento por un lado y Paul igualmente por otro; y me lo pasé bien. Entonces fue cuando nos disolvimos». McCartney también recordó que las sesiones marcaron los comienzos de la ruptura, diciendo: «Hasta ese momento, el mundo era un problema, pero nosotros no lo éramos», lo cual siempre había sido «la mejor cosa de The Beatles». Publicado en noviembre, el White Album fue el primer álbum de The Beatles editado por Apple Records. El sello discográfico era una de las divisiones de la empresa Apple Corps, formada por el grupo a su regreso de la India, cumpliendo así un plan previo de Epstein de crear una estructura empresarial efectiva para administrar mejor los impuestos a pagar. El álbum tuvo más de dos millones de pedidos anticipados, vendiendo casi cuatro millones de copias en los Estados Unidos en poco más de un mes, y sus temas dominaron las listas de las emisoras de radio estadounidenses. A pesar de su popularidad, no recibió comentarios halagadores en su época. Según Jonathan Gould,

La respuesta de la crítica [...] osciló entre la confusión y el desencanto. En intenso contraste con Sgt. Pepper, que había contribuido a establecer todo un género de crítica erudita del rock, el White Album no inspiró literatura crítica digna de mención. Incluso los recensores más simpatizantes [...] claramente no sabían qué hacer con esta efusión amorfa de canciones. Hubert Saal, del Newsweek, citó la alta proporción de parodias, y los acusó de exceso de ironía soterrada.

La opinión general de la crítica se decantó finalmente a favor del White Album, y en 2003 la revista Rolling Stone lo consideró el décimo mejor álbum de todos los tiempos. Pitchfork describe el álbum como «grande, rebosante de ideas y lleno de una enorme variedad musical [...] sus defectos son tan esenciales a su carácter como sus virtudes». Allmusic señala: «Claramente, las dos fuerzas compositoras de The Beatles ya no estaban en la misma página, pero tampoco lo estaban George y Ringo»; a pesar de todo «Lennon crea una de sus dos mejores baladas, las letras de las canciones de McCartney son sorprendentes», es visible que Harrison se ha convertido en «un compositor que merecía una demostración más amplia» y la composición de Starr «es un placer».
Para ese entonces, el interés por las letras de The Beatles estaba tomando un aspecto serio. Cuando la canción de Lennon «Revolution» se había publicado como sencillo en agosto, como anticipo del White Album, su mensaje parecía claro: «libera tu mente» y «no cuentes conmigo» para cualquier conversación sobre la destrucción como medio para alcanzar un fin. En un año caracterizado por protestas estudiantiles que se extendían desde Varsovia hasta París y Chicago, la respuesta de la izquierda radical fue mordaz. Sin embargo, la versión de la canción en el White Album, «Revolution 1», añadía una palabra extra: «count me out... in» (traducible por: «no cuentes conmigo..., cuenta conmigo»), lo que implicaba un cambio de ideas desde la publicación del sencillo. De hecho, la cronología se había invertido: la ambigua versión del álbum se había grabado antes, pero algunos creyeron que The Beatles ahora decían que la violencia política podía ser, a pesar de todo, justificable.
El LP Yellow Submarine apareció finalmente en enero de 1969. Contenía solo cuatro de sus canciones inéditas, junto a la pista del título, ya aparecida en Revolver; una canción editada en sencillo en 1967; y siete piezas instrumentales compuestas por George Martin e interpretadas con su orquestada. Debido a la escasez de música nueva que la agrupación proporcionaba, Allmusic sugirió que quizás el álbum «no fuese esencial», salvo por el tema «It's All Too Much» de Harrison, «la joya de las nuevas canciones [...] resplandecida por un mellotron envolvente, una percusión increíble, y un feedback de guitarra fastuoso [...] una excursión virtuosa en la por otra parte confusa psicodelia reinante».

#### El proyecto deLet It Be,Abbey Roady la separación

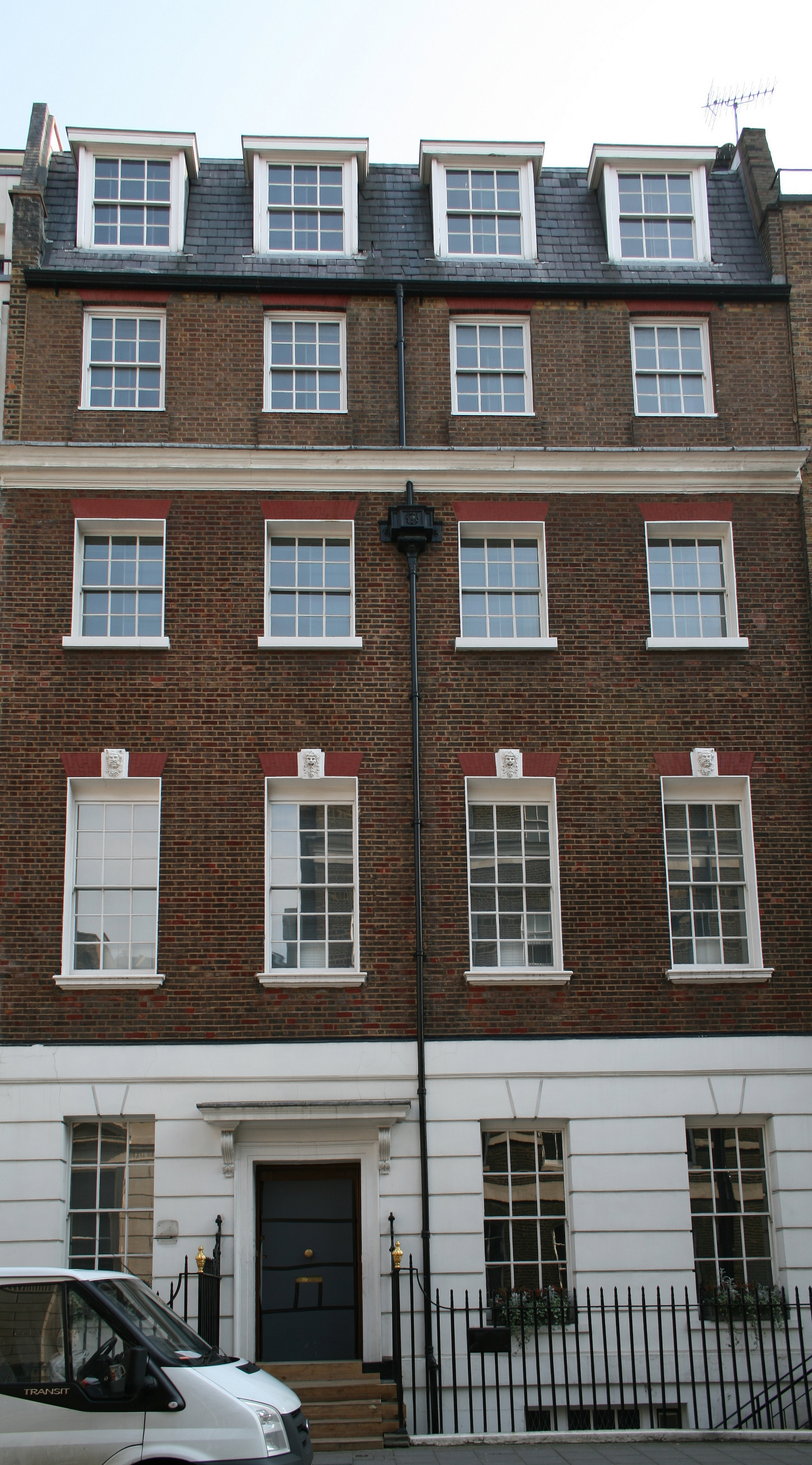
N.º 3 de Savile Row en Londres, en 2007. En este antiguo edificio de Apple fue donde se realizó el famoso concierto en la azotea durante las sesiones de Let It Be en enero de 1969.

Aunque Let It Be fue el último álbum que lanzaron, la mayor parte de su contenido fue grabado antes de Abbey Road. Inicialmente llamado Get Back, Let It Be se originó de una idea que Martin atribuye a McCartney: preparar nuevo material e interpretarlo por primera vez en un concierto, grabarlo para un nuevo álbum y filmar sus sesiones de grabación. En este caso, mucho del contenido del disco vino del trabajo en estudio, muchas horas de las cuales fueron capturadas en película por el director Michael Lindsay-Hogg. Martin dijo que los ensayos y la grabación para el proyecto, que ocuparon gran parte de enero de 1969, «no fue en absoluto una experiencia feliz. Fue una época en la que las relaciones entre los miembros de The Beatles estaban en su punto más bajo». Agravado por las relaciones entre McCartney y Lennon, Harrison abandonó los ensayos durante una semana. Regresó con el teclista Billy Preston, que participó en los últimos diez días de las sesiones del álbum y que fue acreditado en el sencillo «Get Back», el único músico en recibir tal reconocimiento en una grabación oficial de The Beatles. Pensando en la localización para realizar el concierto, a los miembros de la banda se les agotaron todas las ideas, rechazando, entre otros escenarios, un barco en el río Támesis, el desierto de Túnez y el Coliseo de Roma. Finalmente, acompañados por Preston, llevaron a cabo y filmaron la actuación en la azotea del edificio de Apple Corps en el 3 de Savile Row, Londres, el 30 de enero de 1969.
El ingeniero Glyn Johns trabajó durante meses reuniendo varias iteraciones posibles para poder publicar un álbum definitivo de Get Back, mientras que ellos trataban otros asuntos. El problema llegó con la necesidad de nombrar un asesor financiero, necesidad que se había hecho evidente al no estar ya Epstein para gestionarles sus asuntos de negocio. Lennon estaba a favor de Allen Klein, que había negociado los contratos de The Rolling Stones y otras bandas del Reino Unido durante la invasión musical británica en los Estados Unidos. La elección de McCartney fue John Eastman, hermano de Linda Eastman, con quien McCartney se casaría el 12 de marzo de 1969 (ocho días antes de que lo hicieran Lennon y Ono). No se pudo llegar a ningún acuerdo, así que ambos candidatos fueron nombrados para el mismo puesto. A causa del conflicto, se perdieron varias oportunidades de operaciones financieras.
Martin se sorprendió cuando McCartney se puso en contacto con él y le pidió que produjera un nuevo álbum, ya que las sesiones de Get Back habían sido —según el productor— «una experiencia desagradable» y que había «pensado que era el final del camino para todos nosotros [...] se habían convertido en personas desagradables - para ellos mismos como para las demás personas.» Las sesiones de grabación de Abbey Road se iniciaron a finales de febrero de 1969. Lennon rechazó el formato propuesto por Martin de «una obra musical continua», y quería que sus propias canciones y las de McCartney ocuparan partes separadas del álbum. El formato final, con canciones individuales en la primera parte y la segunda comprendiendo un largo medley, fue un concepto sugerido por McCartney. El 4 de julio, mientras iba progresando el trabajo en el álbum, apareció el primer sencillo de un miembro de The Beatles en solitario: «Give Peace a Chance» de Lennon, acreditado a la Plastic Ono Band. La complementación de «I Want You (She's So Heavy)», de Abbey Road, el 20 de agosto, fue la última vez que los cuatro Beatles estuvieron juntos en el mismo estudio. Lennon anunció su retirada de la formación el 20 de septiembre de 1969, pero se llegó a un acuerdo por el cual no se haría ningún anuncio público hasta que no se resolvieran algunos asuntos legales aún pendientes.
Lanzado seis días después de la declaración de Lennon, Abbey Road vendió cuatro millones de copias en dos meses y encabezó las listas del Reino Unido durante once semanas. Su segunda pista, la balada «Something», se publicó también como sencillo, la primera y única composición de Harrison en aparecer como un lado A en los sencillos de The Beatles. Abbey Road recibió críticas muy variadas, aunque el medley se llevó el aplauso general. Allmusic considera que es «un oportuno canto de cisne para el grupo» con «algunas de las mejores armonías que pueden ser oídas en cualquier disco de rock». MacDonald lo resaltó como «errático y, a menudo hueco»: «Si no hubiera sido por la entrada de McCartney como diseñador del largo medley [...] Abbey Road carecería de la semblanza de unidad y coherencia que hace que parezca mejor de lo que es». Martin lo colocó como su favorito entre todos los álbumes de The Beatles; Lennon dijo que era «competente», pero «no tenía vida en él», llamando a «Maxwell's Silver Hammer» «más de la música de abuela de Paul». El ingeniero de grabación Geoff Emerick señaló que la sustitución de la válvula en la mezcladora de audio del estudio hizo que el transistorizado produjese un sonido con menos garra, dejando a los músicos frustrados por el tono más delgado y la falta de efecto.
El 11 de septiembre de 2019, el periódico The Guardian reveló que la banda no planeaba que Abbey Road fuera su último disco. De hecho, la fuente informa que Lennon envió una grabación a Ringo Starr, que se encontraba hospitalizado, para informarle de que estaban planeando nuevo material. Entre los planes del cuarteto estaba que cada uno de los músicos aportara un tema como mínimo, y hasta se pensaba lanzar un sencillo para Navidad. Las declaraciones fueron hechas por Mark Lewisohn.
El 3 de enero de 1970 se grabó la última nueva canción de The Beatles, «I Me Mine», de Harrison, para el aún incompleto álbum Get Back. No había participado Lennon, que se encontraba entonces en Dinamarca. Para completar el álbum, ahora retitulado Let It Be, Klein dio en marzo las cintas de grabación de Get Back al productor estadounidense Phil Spector. Conocido por su característico muro de sonido, Spector había producido recientemente el sencillo en solitario de Lennon «Instant Karma!». Además de remezclar el material de Get Back, Spector editó, empalmó y sobregrabó en varias de las pistas que The Beatles habían concebido como grabaciones «en vivo». McCartney estaba insatisfecho con el tratamiento que Spector le dio al material, y particularmente con la orquestación en «The Long and Winding Road», que involucró a un conjunto de un coro y una orquesta de treinta y cuatro piezas instrumentales. Por ello, intentó sin éxito detener el lanzamiento del álbum en la versión de Phil Spector. Finalmente, McCartney anunció públicamente la separación del grupo el 10 de abril de 1970, una semana antes de la publicación de su primer álbum en solitario, McCartney. Las primeras copias de su álbum debut en solitario incluían una nota de prensa con una autoentrevista explicando el final de The Beatles y sus esperanzas cara al futuro.
El 8 de mayo se lanzó el álbum Let It Be, con producción final de Spector. El sencillo extraído de él, «The Long and Winding Road», fue su última publicación en los Estados Unidos, ya que en Gran Bretaña no se había publicado como tal. La película documental Let It Be le siguió más tarde en ese mes; en la ceremonia de los Premios Óscar del siguiente año ganaría el Óscar a la mejor banda sonora. The Sunday Telegraph la calificó como «una película muy mala, pero al mismo tiempo enternecedora [...] sobre la ruptura de esta tranquila, geométricamente perfecta, y alguna vez atemporal familia de compañeros». Más de una reseña crítica había comentado que algunas pistas de Let It Be sonaban mejor en la película que en el propio álbum. Observando que Let It Be es el único álbum de The Beatles que solía ocasionar reseñas negativas, incluso hostiles, Allmusic lo describió como «en conjunto, un álbum menos valorado [...] McCartney, en particular, ofrece algunas joyas: la canción al estilo gospel «Let It Be», que contiene alguna de sus mejores letras; 'Get Back', uno de sus temas más roqueros; y la melódica 'The Long and Winding Road', arruinada por la sobreproducción de Spector». Paul McCartney presentó una demanda para la disolución de The Beatles el 31 de diciembre de 1970. Las disputas legales continuaron mucho tiempo después de la ruptura, y la disolución de la asociación no surtiría efecto hasta 1975.

### Después de la separación

#### 1970-1979
Poco antes y después de su separación oficial, cada uno de ellos publicó álbumes en solitario, aunque algunos de sus discos contenían contribuciones de los otros miembros. Ringo (1973), de Ringo Starr, fue el único álbum que incluía composiciones e interpretaciones de todos ellos, aunque en canciones grabadas por separado. Harrison mostró su conciencia sociopolítica al arreglar el Concierto para Bangladesh en la ciudad de Nueva York en agosto de 1971, junto al maestro del sitar Ravi Shankar, ganando así respeto por su contribución a la ayuda de aquel país, devastado por la guerra (con el consiguiente refugio de una parte de la población al país vecino, la India), y un posterior desastre natural en forma de ciclón. Aparte de un inédito jam session de 1974 (aparecido después en el bootleg A Toot and a Snore in '74), Lennon y McCartney nunca más volvieron a grabar juntos.

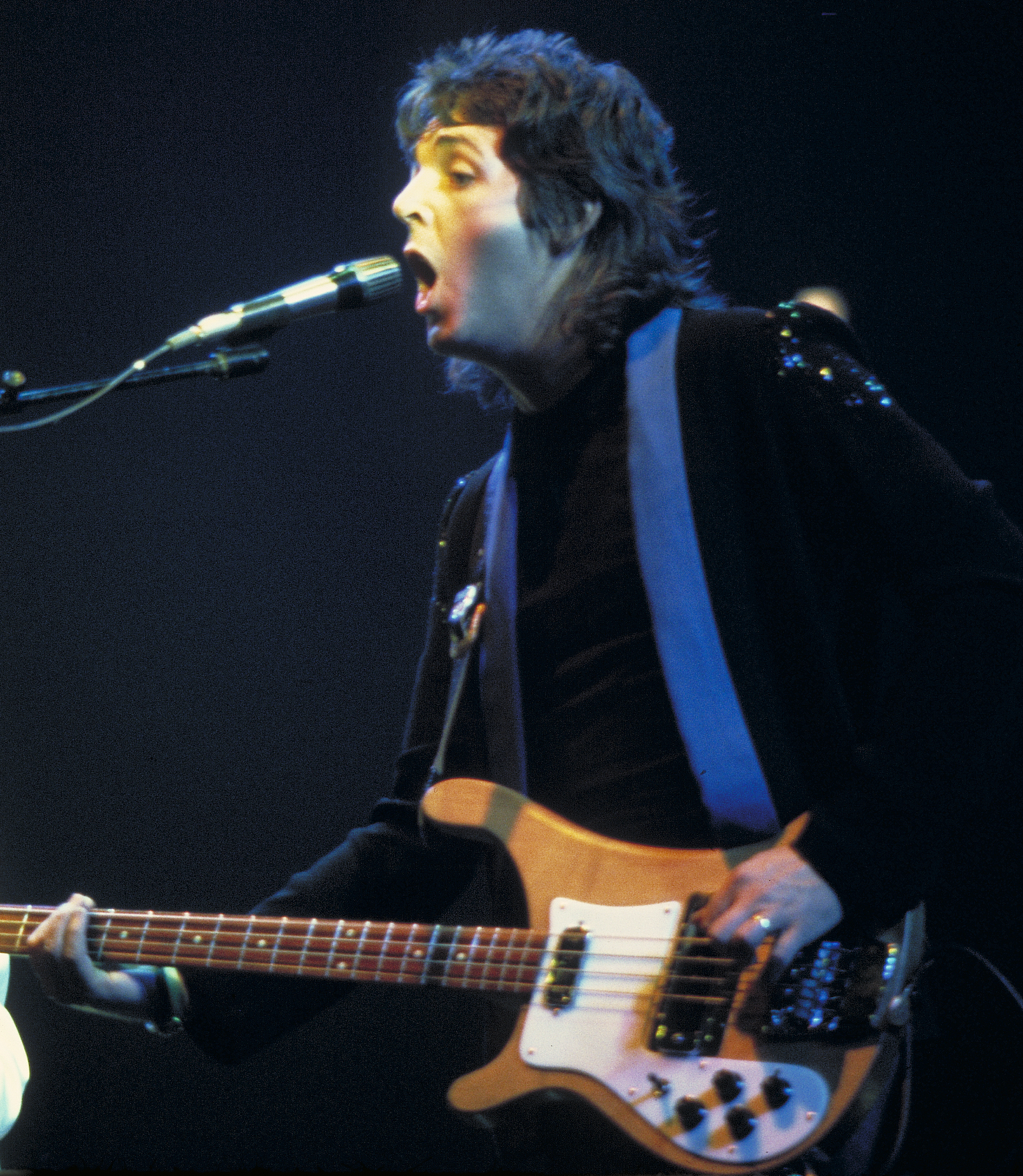
Paul McCartney en 1976 durante un concierto con su banda post-Beatles Wings.

En 1973 se lanzaron dos dobles LP que contenían los grandes éxitos de The Beatles compilados por Allen Klein, The Beatles/1962-1966 y The Beatles/1967-1970. Comúnmente conocidos como el Álbum Rojo y Álbum Azul, respectivamente, cada uno obtendría con el paso del tiempo un disco multiplatino en los Estados Unidos y una certificación de platino en el Reino Unido. Entre 1976 y 1982, se lanzaron, por parte de EMI/Capitol, una oleada de álbumes recopilatorios de The Beatles sin participación alguna de los miembros del grupo. El único álbum de todos ellos que incluyó material inédito fue The Beatles at the Hollywood Bowl (1977), que contenía una selección de dos conciertos de The Beatles durante sus giras de 1964 y 1965 en los Estados Unidos. Todos estos discos recopilatorios fueron suprimidos del catálogo oficial de EMI —incluyendo The Beatles at the Hollywood Bowl— al reeditarse la discografía original inglesa en CD para todo el mundo en 1987.
La fama y música de The Beatles fueron explotadas comercialmente de diferentes maneras, fuera del control creativo de sus cuatro miembros. En 1977, se inauguró un musical en Broadway llamado Beatlemanía. Era una revista nostálgica interpretada por cuatro músicos imitando a The Beatles y que gozó de una gran popularidad, de manera que se sonsacó de ella cinco producciones por separado para sus correspondientes giras mundiales. En 1977, The Beatles trataron infructuosamente de evitar el lanzamiento del álbum Live! at the Star-Club in Hamburg, Germany; 1962. 
Esta edición independiente contenía grabaciones que realizaron durante su estancia en Hamburgo, hechas con un equipo básico de grabación y un solo micrófono. Sgt. Pepper's Lonely Hearts Club Band (1978), una película musical protagonizada, entre otros, por los Bee Gees y Peter Frampton, fue un fracaso comercial y artístico. En 1979, los cuatro músicos demandaron a los productores del musical Beatlemania, llegando a pedir varios millones de dólares de indemnización. «La gente creía que la música de The Beatles era del dominio público», dijo Harrison. «No se puede ir por ahí hurtando el material de The Beatles».

#### 1980-1989
John Lennon sería asesinado el 8 de diciembre de 1980, alrededor de las 22:49 h. de la noche, de cinco disparos hechos por Mark David Chapman a la entrada del edificio Dakota, donde el músico tenía su residencia en la ciudad de Nueva York. Como tributo personal, George Harrison reescribió la letra de su canción «All Those Years Ago», un tema que versaba sobre su tiempo pasado con The Beatles, y que se había empezado a grabar un mes antes del asesinato de Lennon. Con McCartney y su esposa Linda aportando coros, y Starr tocando la batería, la canción fue publicada como sencillo en mayo de 1981. En 1982, Paul McCartney publicó su álbum Tug of War, que contenía su tributo personal a Lennon en la canción «Here Today».
En 1988, The Beatles fueron incluidos en el Salón de la Fama del Rock and Roll durante su primer año de elegibilidad, a la que asistieron Harrison y Starr, junto a la viuda de Lennon, Yoko Ono, y sus dos hijos, Julian y Sean. McCartney se negó a asistir, emitiendo un comunicado de prensa diciendo: «Después de 20 años, The Beatles todavía tienen algunas diferencias de negocios que yo hubiera deseado que ya hubieran sido resueltas para este momento. Desafortunadamente, no lo han sido, por lo que me sentiría como un completo hipócrita saludando y sonriendo con ellos en una falsa reunión». El año siguiente, EMI/Capitol puso fin a una demanda de diez años de duración que tenía con The Beatles referente a las regalías, allanando el camino para poder publicar comercialmente material inédito.

#### 1990-1999
Live at the BBC, la primera publicación oficial de interpretaciones inéditas de The Beatles desde hacía 17 años, apareció en 1994. Ese mismo año, McCartney, Harrison y Starr se reunieron para el proyecto Anthology, la culminación de un trabajo iniciado a finales de los años 1960 por Neil Aspinall. Primero road manager y después asistente personal de The Beatles, Aspinall comenzó a reunir material para un documental después de haber llegado a director de Apple Corps en 1968. The Long and Winding Road, como tenía titulado provisionalmente Aspinall su documento sobre The Beatles, fue archivado entonces de forma indefinida, hasta que, como productor ejecutivo del proyecto Anthology en los años 1990, estuvo en condiciones de completar su trabajo. Documentando la historia de The Beatles relatada por los propios miembros, el proyecto vio surgir algunas de sus grabaciones inéditas; McCartney, Harrison y Starr añadieron también nuevas partes instrumentales y vocales a dos canciones grabadas por Lennon a finales de la década de 1970. Durante 1995 y 1996, el proyecto antológico dio lugar a un documental dividido en cinco partes destinado para la televisión; a una edición videográfica dividida en ocho volúmenes del mismo documental, pero expandido; y a tres álbumes con dos CD cada uno. Posteriormente, en 2000, también daría lugar a un libro de gran tamaño y tapa dura con la historia de The Beatles relatada en primera persona por sus exmiembros. Las dos canciones basadas en las maquetas de Lennon, «Free as a Bird» y «Real Love», fueron lanzadas cada una como sencillo. El diseño artístico de la portada tríptica de los tres álbumes antológicos fue obra de Klaus Voormann, creador de la portada del álbum Revolver en 1966. Los lanzamientos fueron un éxito comercial y la serie de televisión fue vista por una audiencia estimada de 400 millones de personas en todo el mundo.

#### 2000-2009
El 13 de noviembre de 2000 se publicó el álbum recopilatorio 1, que contenía todos los números uno británicos y estadounidenses de The Beatles. Se convirtió en el álbum con ventas más rápidas de todos los tiempos, con 3,6 millones de unidades vendidas en su primera semana y más de 12 millones en tres semanas en todo el mundo. Fue número uno en las listas de al menos 28 países, incluyendo el Reino Unido y los Estados Unidos. Hasta abril de 2009 había vendido 31 millones de copias a nivel mundial, y es el álbum más vendido de la década en los Estados Unidos.
Harrison moriría de cáncer de pulmón el 29 de noviembre de 2001. McCartney y Starr fueron dos de los músicos que aparecieron en el Concert for George organizado por Eric Clapton y la viuda de Harrison, Olivia. El homenaje tuvo lugar en el Royal Albert Hall en el primer aniversario de la muerte de Harrison. Aparte de las canciones que compuso para The Beatles y para su carrera en solitario, el concierto incluyó también una celebración de la música tradicional hindú, que tanto había influido a The Beatles a través de Harrison. En 2003 se lanzó Let It Be... Naked, una versión remodelada del álbum original Let It Be con la producción supervisada de McCartney, y que recibió reseñas diversas por parte de la crítica. Alcanzó el Top 10 tanto en el Reino Unido como en los Estados Unidos.

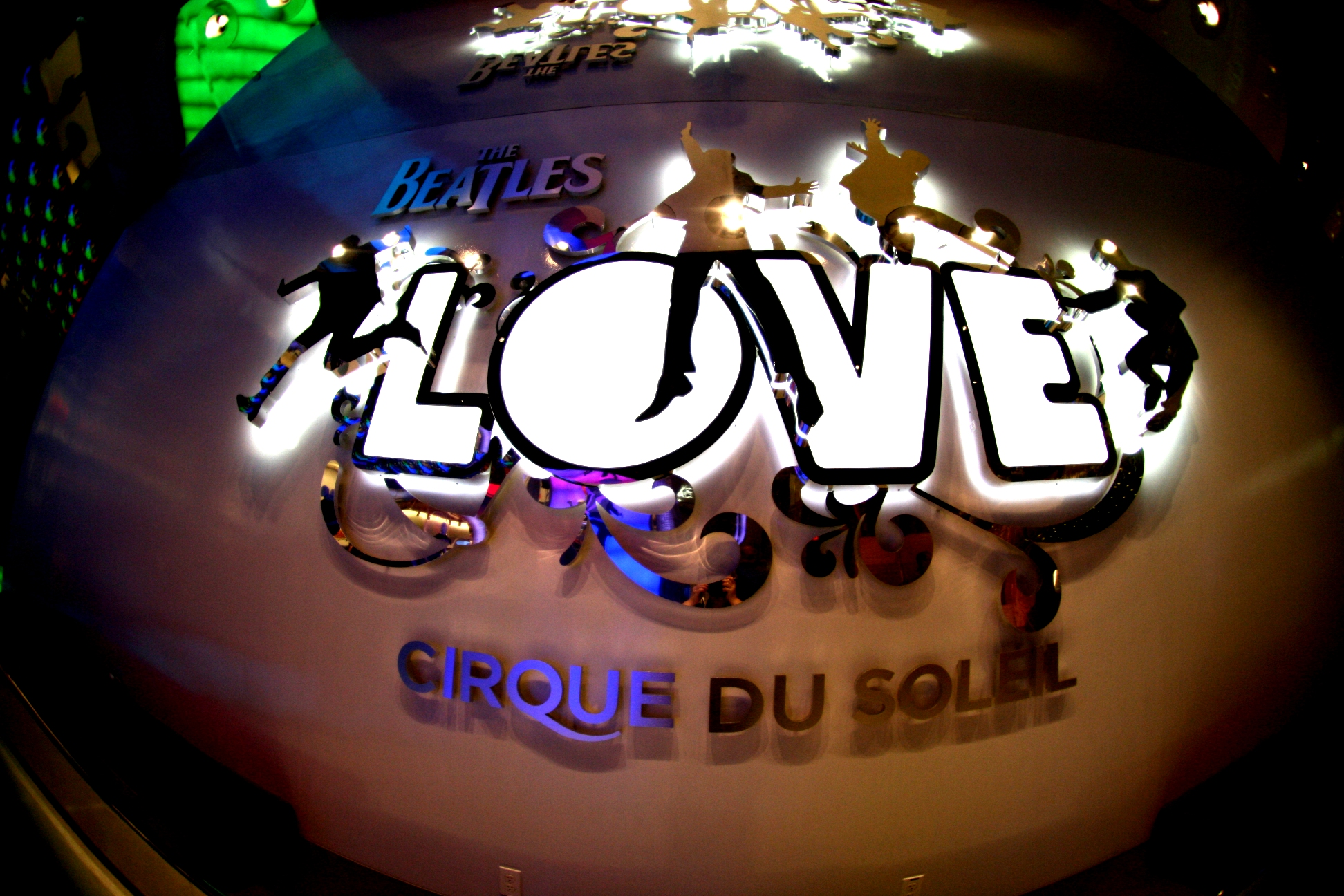
Logo del proyecto Love del Cirque du Soleil, un espectáculo basado en la música e imagen de The Beatles iniciado en 2006.

Como banda sonora para el espectáculo Love del Cirque du Soleil en Las Vegas, George Martin y su hijo Giles remezclaron y combinaron 130 grabaciones de la banda para crear «una manera de revivir toda la vida musical de The Beatles en un periodo muy condensado de tiempo». El espectáculo se estrenó en junio de 2006, lanzándose el álbum Love en noviembre de ese mismo año. Atendiendo al primer aniversario del espectáculo musical, McCartney y Starr fueron entrevistados en el programa de televisión estadounidense Larry King Live junto a Yoko Ono y Olivia Harrison. Asimismo, en 2007 circuló la noticia de que McCartney esperaba completar «Now and Then», una tercera maqueta de Lennon en la que se trabajó durante las sesiones de Anthology. Sería acreditada como «una composición de Lennon/McCartney» con la adición de nuevos versos, y disponiendo de una nueva pista de batería a cargo de Ringo Starr y grabaciones archivadas de George Harrison tocando la guitarra.
En marzo de 2008 los abogados representantes de Apple Corps tramitaron una demanda para evitar la difusión de grabaciones inéditas supuestamente hechas durante la primera aparición de Starr con The Beatles en el Star-Club de Hamburgo en 1962. En noviembre, McCartney habló de su esperanza de que «Carnival of Light», una grabación experimental de 14 minutos de The Beatles realizada en los estudios de grabación de EMI en 1967, recibiera una versión oficial. El 4 de abril de 2009, McCartney encabezó un concierto caritativo en el Radio City Music Hall para la Fundación David Lynch, que incluía a Ringo Starr entre los demás invitados.
El 9 de septiembre de 2009 se publicó The Beatles: Rock Band, un videojuego dentro de la serie Rock Band, y que estaba basado en las canciones de The Beatles. Ese mismo día salieron a la venta las versiones remasterizadas de los doce álbumes de estudio británicos del grupo, más Magical Mystery Tour y la compilación Past Masters.

#### 2010-2019
El 12 de abril de 2010 el periódico oficial del Vaticano L'Osservatore Romano dedicó dos artículos y una caricatura con el objetivo de elogiar a The Beatles a 40 años de su separación, en los cuales la Santa Sede elogiaba la música de la banda al catalogarla como «hermosa» además de destacar la importancia que tuvieron para la música pop.
Durante los Juegos Olímpicos de Londres 2012 el ex beatle Paul McCartney se sumó a las estrellas invitadas a la ceremonia de inauguración interpretando la canción Hey Jude al final de esta mientras que en la ceremonia de clausura John Lennon recibió un homenaje cuando un grupo de niños interpretó Imagine a la vez que la cara del músico se representaba con piezas de hule espuma.
El 9 de febrero de 2014 la cadena de televisión estadounidense CBS transmitió un programa titulado The Night That Change America: A Grammy Salute to The Beatles, un homenaje en el marco del 50 aniversario de la presentación de la banda en el show de Ed Sullivan. Este programa consistió en un concierto grabado el 27 de enero de ese año al cual asistieron los dos miembros vivos de la banda (McCartney y Starr) y en el que participaron e interpretando varias canciones de la banda por separado y al final del mismo interpretaron juntos With a Little Help from My Friends y Hey Jude. El programa también incluyó algunas escenas de la presentación de la banda en el show de Ed Sullivan y una entrevista a los dos ex beatles realizada por David Letterman.
El 16 de septiembre de 2016 se estrenó en los cines de todo el mundo la película documental Eight Days a Week que abarca los años de gira de la banda y que estuvo dirigida por Ron Howard. Contó con la participación de Paul McCartney y Ringo Starr como únicos miembros vivos del grupo, así como diversas celebridades del mundo de la música y el cine. Consiguió ganar un premio Grammy y estar nominada a los premios BAFTA, NME, Satellite, Empire y Critic's Choice.
A partir de 2017 se han lanzado versiones remezcladas por Giles Martin, hijo de George Martin, de los álbumes posteriores a 1967 en el marco de sus 50 años (Sgt. Pepper's Lonely Hearts Club Band; The Beatles; Abbey Road y Let It Be), las cuales han incluido material extra de las sesiones de grabación.
El 11 de septiembre de 2019 el periódico The Guardian dio a conocer detalles de una grabación de una reunión en la cual The Beatles hacían planes para grabar un nuevo álbum después de Abbey Road, dichas grabaciones serían para poner al tanto a Ringo Starr quien en ese entonces se encontraba enfermo y por ende no había podido asistir a dicha reunión; cerca de un mes después el propio Starr confirmó la información. En medio de esto se lanzó la edición de aniversario precisamente de Abbey Road por cumplirse el quincuagésimo aniversario de su lanzamiento y pocos días después se reportó que el álbum había vuelto a alcanzar el puesto número uno en las listas británicas. El 25 de octubre del mismo año Starr lanzó su nuevo álbum What's My Name? que contiene su propia versión de la canción de Lennon Grow Old With Me la cual contó con la participación de McCartney en el bajo y la inclusión de cuerdas de George Harrison provenientes de la canción Here Comes the Sun, con lo cual buscó (según sus propias palabras) que los cuatro estuvieran en la canción.

#### 2020-actualidad
A principios de 2020 se dio a conocer que el álbum Abbey Road se convirtió en el vinilo más vendido en la década pasada vendiendo 558,000 unidades vendidas de las cuales la mitad se realizó el año anterior. Por las mismas fechas se publicó la noticia de la producción de un nuevo documental sobre la banda realizado por Peter Jackson a partir de 55 horas de material inédito grabado durante las sesiones del álbum Let It Be en enero de 1969, marcando como fecha de estreno el otoño del mismo año para salir casi al mismo tiempo que un libro titulado The Beatles Get Back el cual tiene programado salir a la venta el 15 de octubre de 2020. Finalmente el documental fue lanzado a fines de 2021 a través de Disney+, dividido en tres episodios y ofreciendo una imagen completamente diferente del grupo a lo que siempre se mostró en la película Let It Be. El mismo ha recibido la aclamación de la crítica y los aficionados.
En 2022, siguiendo la repercusión generada por el documental, se publicó en las plataformas de música el audio completo del concierto en la azotea. Ese mismo año, luego de varios rumores, se confirmó que Revolver será el próximo álbum en recibir un remix por parte de Giles Martin.
En junio de 2023, McCartney anunció planes para lanzar "el tema final de The Beatles" más adelante ese mismo año, utilizando la tecnología de desmezcla de Jackson para extraer la voz de Lennon de una antigua demostración de una canción que había escrito como solista. En octubre de 2023, se reveló que la canción era "Now and Then", cuya fecha de lanzamiento física y digital fue el 2 de noviembre de 2023.
Semanas después de publicar el nuevo sencillo de The Beatles. El 10 de noviembre de 2023 se relanzaron los álbumes recopilatorio, The Beatles 1962/1966 (álbum rojo) y The Beatles 1967/1970 (álbum azúl) pero en su versión ampliada de lujo, ya incluyendo con la canción inédita «Now and Then».

## Estilo musical y evolución
En Icons of Rock: An Encyclopedia of the Legends Who Changed Music Forever, Scott Schinder y Andy Schwartz describieron la evolución musical de The Beatles:

In their initial incarnation as cheerful, wisecracking moptops, the Fab Four revolutionised the sound, style, and attitude of popular music and opened rock and roll's doors to a tidal wave of British rock acts. Their initial impact would have been enough to establish the Beatles as one of their era's most influential cultural forces, but they didn't stop there. Although their initial style was a highly original, irresistibly catchy synthesis of early American rock and roll and R&B, the Beatles spent the rest of the 1960s expanding rock's stylistic frontiers, consistently staking out new musical territory on each release. The band's increasingly sophisticated experimentation encompassed a variety of genres, including folk-rock, country, psychedelia, and baroque pop, without sacrificing the effortless mass appeal of their early work.
En su encarnación inicial como alegres moptops sabelotodo, los Fab Four revolucionaron el sonido, estilo y actitud de la música popular y abrieron las puertas del rock and roll a toda una ola de bandas de rock británico. Su impacto inicial hubiera sido suficiente para establecer a los Beatles como una de las fuerzas culturales con mayor influencia de su época, pero no se detuvieron allí. Aunque su estilo inicial fue muy original, con irresistiblemente pegadizas mezclas del temprano rock and roll estadounidense y R&B, los Beatles pasaron el resto de la década de 1960 expandiendo las fronteras estilísticas del rock, siempre apostando a nuevos territorios musicales en cada lanzamiento. Su cada vez más sofisticada experimentación abarcó una gran variedad de géneros, incluyendo el folk rock, country, psicodelia, y pop barroco, sin sacrificar el atractivo esfuerzo de sus primeros trabajos.

En The Beatles as Musicians, Walter Everett señaló el contraste que había entre Lennon y McCartney respecto a sus motivaciones y enfoques al componer: «Se puede decir que McCartney estaba desarrollando de forma constante un concentrado talento musical —entendido como un medio para entretener— con buen oído para el contrapunto y demás aspectos del oficio, en la demostración de un lenguaje común universalmente aceptado del que él hizo mucho para enriquecer. Por el contrario, la música más madura de Lennon es mejor apreciada como audaz producto de la búsqueda —en gran parte inconsciente—, aunque indisciplinada, de una sensibilidad artística».
Ian MacDonald hizo una comparación de los dos compositores en Revolution in the Head, describiendo a McCartney como «un compositor por naturaleza—un creador de melodías capaces de existir separadamente de su armonía». Sus líneas melódicas se caracterizan principalmente como «verticales», empleando todo, intervalos consonantes que reflejan su «extrovertida energía y optimismo». A la inversa, «el sedentarismo y la personalidad irónica» de Lennon se refleja en un enfoque «horizontal», intervalos disonantes y repetitivas melodías que se fían de su armonía para sacar un mayor provecho: «Básicamente un realista, mantiene por instinto sus melodías cerradas para los ritmos y el progreso de su lenguaje, colorando sus letras con un tono de blues y una armonía que crea melodías sorprendentes hechas por su propia cuenta». MacDonald alabó la interpretación de la guitarra solista de Harrison por el papel que sus «líneas llenas de calidad y texturas colorantes» jugaron como soporte a Lennon y McCartney, y describe a Starr como «el padre de la forma de tocar la batería en el pop/rock moderno [...] Su estilo apenas percibido de apoyo rítmico impulsaba sutilmente a The Beatles; su afinación trajo los últimos fundamentos dentro del sonido grabado de la batería, y su distintiva excentricidad seguirá permaneciendo entre lo más memorable de la música popular».

### Influencias
Las primeras influencias las obtuvieron de músicos como Elvis Presley, Little Richard y Chuck Berry, entre otros, cuyas canciones solían interpretar en numerosas ocasiones en sus actuaciones en vivo. Durante su co-residencia con Little Richard en el Star Club de Hamburgo en abril de 1962, Richard les enseñó técnicas para mejorar sus canciones. Sobre Presley, Lennon dijo: «Nada me había influenciado tanto hasta que escuché la música de Elvis. Si no hubiera existido Elvis, The Beatles tampoco hubieran existido». Otras influencias de The Beatles en sus principios incluyen también a Buddy Holly, Eddie Cochran, Carl Perkins, Roy Orbison, y The Everly Brothers. The Beatles continuaron recibiendo influencias a lo largo de su carrera musical, sobre todo de artistas contemporáneos, incluyendo a Bob Dylan, Frank Zappa, The Byrds y The Beach Boys, cuyo álbum de 1966, Pet Sounds, dejó sorprendido e inspirado a McCartney. Martin declaró: «Sin Pet Sounds, el Sgt. Pepper no habría ocurrido [...] Sgt. Pepper fue un intento de igualar el nivel de Pet Sounds».

### Géneros

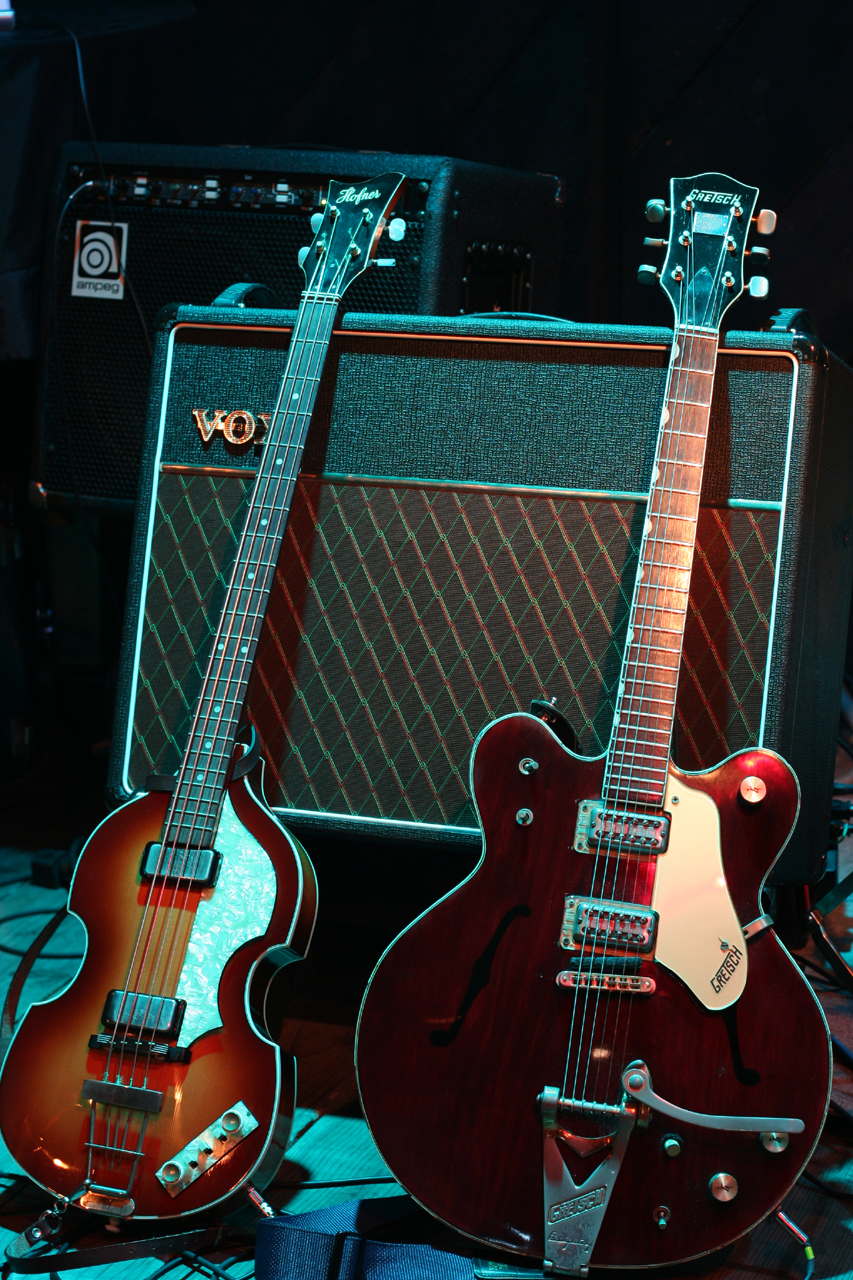
The Beatles utilizaron pequeños amplificadores Vox en sus conciertos. Esta fotografía de 2005 muestra un bajo Höfner en forma de violín y una guitarra Gretsch, modelos utilizados por McCartney y Harrison respectivamente.

Originalmente comenzaron como grupo de estilo skiffle, pero pronto se embarcaron en el rock and roll genuino de los años 1950. Conforme pasó el tiempo, su repertorio se fue ampliando hasta incluir una extensa variedad de música popular siendo el principal el rock y otros géneros tales como pop, blues, folk, R&B, beat o incluso música experimental. Como reflejo de la variedad de estilos que exploraron, Lennon dijo sobre Beatles for Sale: «Podías calificar a nuestro último álbum como un LP de The Beatles de country & western», mientras que la banda fue acreditada por Allmusic, y en particular Rubber Soul, como una de las principales influencias en el movimiento del género del folk rock. Incorporaron asimismo elementos de música clásica en su música, comenzando con el uso de un cuarteto de cuerda en la canción «Yesterday», del álbum Help!. Sin embargo, tal y como señaló Jonathan Gould, este no fue «ni remotamente el primer disco pop en hacer uso prominente de cuerdas [...] más bien, ocurrió que el sonido más tradicional de las cuerdas había permitido una nueva apreciación de su talento como compositores por aquellos oyentes que en cierto modo sentían alergia al estruendo de las baterías y las guitarras eléctricas». Hicieron uso de las cuerdas para crear distintos efectos. En «She's Leaving Home», por ejemplo, grabada para el Sgt. Pepper, escribe Gould que «está construida en el molde de una balada sentimental victoriana, sus palabras y la música se rellenan con los clichés del melodrama musical».
El rango estilístico que promulgaban se expandió en otra dirección en 1966, con el lado B del sencillo «Paperback Writer»: «Rain», descrita por Martin Strong en The Great Rock Discography como «la primera grabación abiertamente psicodélica de The Beatles». Le siguieron otras obras psicodélicas, tales como «Tomorrow Never Knows» (grabada antes de «Rain»), «Strawberry Fields Forever», «Lucy in the Sky with Diamonds», y «I Am the Walrus». La influencia de la música clásica india fue evidente en canciones de Harrison como «Love You To» y «Within You Without You», cuya intención, escribe Gould, era «reproducir los esquemas del raga en miniatura». Teniendo en cuenta su evolución musical, el historiador musical y pianista Michael Campbell identifica a la innovación como la característica más llamativa de la banda, escribiendo: «'A Day in the Life' resume el arte y el logro de The Beatles de forma única. Se destacan las principales características de su música: la imaginación en el sonido, la persistencia de la melodía armoniosa, y la estrecha coordinación entre las palabras y la música. Representa una nueva categoría de canción — más sofisticada que el pop, más accesible y práctica que el pop, y excepcionalmente innovadora. Nunca antes había habido, literalmente, una canción —clásica o vernácula— que había mezclado tantos elementos dispares de una manera tan imaginativa». El teórico musical Bruce Ellis Benson está de acuerdo con la opinión de Campbell: «Los compositores quizás puedan concebir nuevos ritmos y progresiones en los acordes, pero generalmente son improvisaciones de ritmos y progresiones ya existentes. The Beatles [...] nos dan un ejemplo maravilloso de cómo influencias tan remotas como la música celta, el rhythm and blues, y el country y western, pueden ser combinados de un nuevo modo diferente».
En The Songwriting Secrets of The Beatles (Los secretos de los Beatles escribiendo canciones), Dominic Pedler destacó también la importancia del modo en que combinaron los géneros: «Uno de los más grandes logros de The Beatles fue el malabarismo compositivo que desempeñaron durante la mayor parte de su carrera. Lejos de mudarse de un género a otro de manera secuencial (como a veces se sugiere a conveniencia), mantuvieron en paralelo su maestría del tradicional y pegadizo éxito musical, a la vez que forjaban el rock y escarceaban con un amplio espectro de influencias periféricas, que abarcaba desde el género country hasta el vodevil. Así lo hicieron también a la hora de aproximarse a la música folk, que tan esencial se volvería como base para sus posteriores encuentros con la música y filosofía hindúes». Como las relaciones personales entre los miembros eran cada vez más tensas, sus influencias individuales se hicieron más evidentes. La portada minimalista para el White Album contrasta con la complejidad y diversidad de su música, que abarca «Revolution 9» de John Lennon, cuya perspectiva de música concreta fue influenciada por Yoko Ono; la canción country de Starr «Don't Pass Me By»; la balada rock de Harrison «While My Guitar Gently Weeps» y el «rugido proto-metal» de «Helter Skelter» de McCartney.

### Acento liverpulense
La música de Los Beatles tuvo un fuerte impacto en el lenguaje del rock and roll y muy particularmente en el acento con que era cantado. En las décadas de 1940 y 1950 el rhythm and blues-rock and roll debía ser cantado con acento inglés estadounidense, una serie de dialectos que tiene entre sus diferencias principales con el inglés británico, el sonido de la "erre" cuando se encuentra luego de una vocal, como por ejemplo en la palabra "sisteR", de modo tal que mientras en Estados Unidos la norma es pronunciar la "erre", en Gran Bretaña la norma es pronunciarla como una vocal, oyéndose "sista". Esta característica del dialecto estadounidense se llama vocal rótica.
Los Beatles por su parte, hablaban con el acento característico de Liverpool, muy influido por el dialecto irlandés, y en menor medida por los dialectos escocés y el galés. Adicionalmente, el habla cotidiana de los habitantes de Liverpool, está influido por el scouse, dialecto característico de la ciudad, de raíces vikingas, asociado con la clase obrera y tradicionalmente valorado peyorativamente por la clase media y la clase alta.
En el caso de Los Beatles, todos ellos tenían el acento liverpulense de los años '50 y '60 bien reconocible, aunque con distintos grados de acercamiento al scouse. Paul McCartney, bajo influencia de su madre, fue el miembro que más atenuó su acento local. John Lennon, también fue educado por su tía Mimi para no utilizar el scouse, pero su acento local era más pronunciado y en muchos casos utilizando palabras del scouse. George Harrison, y Ringo Starr en cambio, tenían un acento fuertemente liverpulense, con uso habitual de términos scouse.
Un estudio clásico realizado por Peter Trudgill, estableció Los Beatles fueron alejándose cada vez más de la forma de hablar el inglés estadounidense. Mientras en su primer álbum de 1963 Los Beatles habían atenuado el uso de la "erre" al estilo estadounidense en un 47% de los casos, en 1970, cuando lanzaron su último álbum solo un 3% de las palabras con "erre" a continuación de una vocal eran pronunciadas según el dialecto angloamericano. En ejemplo de la liverpulización de las canciones de Los Beatles es la canción «Lovely Rita», en la que su estribillo es claramente pronunciada sin la vocal vocal rótica, omitiendo la "erre": "Lovely Rita meter [miːtə] maid."
Trudgill concluye que la enorme popularidad de Los Beatles, llevó a un cambio del patrón de dominación cultural que había impuesto Estados Unidos, permitiendo que los músicos británicos pudieran utilizar sus acentos nativos como parte del sonido del rock y del pop.

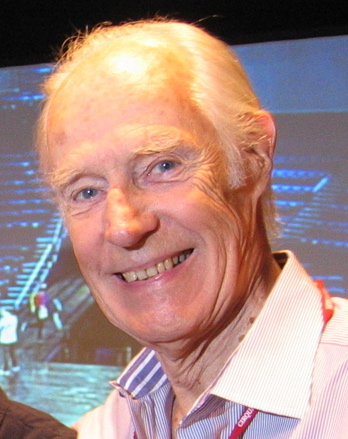
George Martin en el lanzamiento del álbum Love de 2006

### Contribución de George Martin
La estrecha relación que George Martin tuvo con los cuatro músicos en su papel de productor discográfico hizo de él uno de los principales candidatos para el título informal de «quinto Beatle». Contribuyó a que la estructura musical clásica de la formación comenzase a evolucionar de manera diferente. La idea de incluir un cuarteto de cuerda en «Yesterday» fue suya — los miembros de la banda mostraron inicialmente poco entusiasmo sobre el concepto, pero el resultado final les resultó toda una revelación. Gould describió asimismo cómo, «al volverse Lennon y McCartney cada vez más ambiciosos en sus composiciones, Martin comenzó a funcionar como un profesor informal de música para ellos». Esto, junto con su voluntad de experimentar por indicación de los músicos —tal como agregar «algo de sonido barroco» a una grabación—, les facilitó al grupo su desarrollo creativo. Además de haber dirigido los arreglos orquestales para algunas grabaciones de The Beatles, Martin también colaboró tocando instrumentos musicales como el piano, el órgano y algunos instrumentos de viento-metal. George Martin incluso hizo la instrumentación y banda sonora de la película Yellow Submarine de 1968.
Mirando hacia el pasado durante la creación del Sgt. Pepper, Martin dijo: «El 'Sargento Pepper' en sí no aparece hasta la mitad de la elaboración del álbum. Era una canción de Paul, solo un ordinario tema de rock y no particularmente brillante como sí ocurre con otras canciones [...] Paul dijo: '¿Por qué no hacemos el álbum como si la banda de Pepper realmente existiera, como si el Sargento Pepper estuviera haciendo la grabación? Sobregrabaremos efectos de sonido y cosas por el estilo'. Amé la idea, y desde ese momento fue como si el Pepper tuviera vida propia». Recordando cómo la canción contrastó fuertemente con las composiciones de Lennon, Martin habló por otra parte de su propia influencia de estabilizador:

«En comparación con las canciones de Paul, que parecían tener algún tipo de contacto con la realidad, John tenía una psicodelia, de calidad casi mística [...] las metáforas de John son una de las mejores cosas en su trabajo —'árboles de mandarina', 'cielos de mermelada', 'flores de celofán' [...] Siempre lo vi como una fonética de Salvador Dalí, mejor dicho, que había alguna droga detrás del artista. Por otra parte, sería tonto fingir que en ese momento las drogas no figuraron ampliamente en sus vidas. Al mismo tiempo, ellos sabían que yo, en mi papel de maestro de escuela, no las aprobaba. [...] No solo porque no formaban parte de mí mismo, no veía la necesidad de usarlas; y no hay duda de que si yo también hubiera estado en la droga, Pepper nunca habría sido el álbum que fue».

Harrison se hizo eco de la descripción de Martin en su papel de estabilizador: «Creo que solo crecimos a través de los años juntos, él como el hombre recto y nosotros como los locos; pero él siempre estaba ahí para interpretar nuestras locuras —solíamos estar ligeramente vanguardistas en ciertos días de la semana, y allí estaba él como la persona de anclaje, para comunicarlo a través de los ingenieros y en las cintas».

### Trabajo en el estudio
The Beatles hicieron un uso innovador de la tecnología, tratando al estudio como un instrumento en sí mismo. Se urgió a Martin y sus ingenieros de grabación a la constante experimentación, exigiendo regularmente usar algo nuevo porque «solamente de ese modo, algo puede sonar realmente bien». Al mismo tiempo, la agrupación buscó nuevas maneras de crear y utilizar cosas más creativas en sus creaciones musicales, incorporando efectos tales como el eco de una botella de plástico y el acomodar una cinta en el lado opuesto para que la voz se reprodujera al revés. El deseo que tenían para crear nuevos sonidos en cada grabación realizada, junto con las habilidades de organización de Martin y la experiencia de los ingenieros de estudio de EMI como Norman Smith, Ken Townsend y Geoff Emerick, contribuyeron significativamente a las grabaciones de Rubber Soul y, especialmente, Revolver. Junto con los trucos de estudio, tales como efectos de sonido, emplazamientos de los micrófonos convencionales, loops de cinta, voces dobladas, variaciones de velocidad, The Beatles incluyeron en sus canciones instrumentos no convencionales para el rock de ese momento. Instrumentos de la India como el sitar en «Norwegian Wood (This Bird Has Flown)» y el swarmandal en «Strawberry Fields Forever». También usaron instrumentos electrónicos tales como el mellotron, con el que McCartney dio inicio al intro de «Strawberry Fields», y el clavioline, un teclado electrónico que creaba el inusual sonido de un oboe en «Baby You're a Rich Man».

## Legado
La influencia de The Beatles en la cultura popular fue, y sigue siendo enorme. El ex-editor asociado de la revista Rolling Stone, Robert Greenfield, dijo: «La gente sigue admirando a Picasso [...] a los artistas que rompieron los límites de su época para llegar a algo que era único y original. La manera en que se trabajó para la construcción de la música popular, nadie será más revolucionario, más creativo y más distintivo como lo fueron The Beatles». Desde la década de 1920, los Estados Unidos habían dominado la cultura popular de entretenimiento en gran parte del mundo, a través de las películas de Hollywood, el jazz, la música de Broadway y el Tin Pan Alley y, más tarde, el rock and roll que surgió por primera vez en Memphis, Tennessee. Basándose en sus raíces del rock and roll, no solo desencadenaron la invasión británica en los Estados Unidos, sino que se convirtieron en un fenómeno influyente a nivel mundial.
Las innovaciones musicales de The Beatles, así como su éxito comercial, han inspirado a músicos de todo el mundo. Un gran número de artistas los han reconocido como influencia en sus producciones o que han tenido éxitos con versiones de canciones de The Beatles. En la radio, la llegada de los cuatro músicos marcó el inicio de una nueva era; directores de programas como Rick Sklar de la WABC de Nueva York, fueron tan lejos como para prohibir a los DJs que tocaran la música «pre-Beatles». The Beatles redefinieron el álbum como algo más que solo algunos éxitos completado con temas de «relleno». Fueron los primeros en innovar el video musical. Su concierto en el Shea Stadium con la que abrieron su gira norteamericana de 1965 atrajo a lo que entonces era la mayor audiencia en la historia de los conciertos y es visto como un «acontecimiento histórico en el crecimiento y desarrollo de la música rock». La emulación de sus prendas de vestir y especialmente sus peinados, que se convirtieron en una marca de rebelión, tuvo un impacto global en la moda.
En términos más generales, The Beatles cambiaron la forma de escuchar la música popular y experimentaron ese papel en sus propias vidas. De lo que comenzó como el capricho de la Beatlemanía, el cuarteto llegó a ser percibido por sus jóvenes fanáticos como los representantes, incluso los creadores, de los ideales asociados con la transformación cultural. Como iconos de la contracultura de la década de 1960, se convirtieron en un catalizador de la bohemia y el activismo en diversos ámbitos sociales y políticos, e inspiraron a movimientos tales como la liberación de la mujer, la liberación gay y el ecologismo.

## Premios y reconocimientos
The Beatles han registrado 24 éxitos número uno, ingresaron a las listas musicales 68 veces, han vendido más 1000 millones de discos vendidos en todo el mundo, la The Guinness World  Records los ha catalogado como la banda musical más vendida de la historia. En 1965, la reina Isabel II nombró a los cuatro Beatles miembros de la Orden del Imperio Británico (MBE). La película Let It Be (1970) de The Beatles, ganó un Óscar en 1971 por mejor banda sonora original. The Beatles han recibido 7 premios Grammy y 15 premios Ivor Novello por sus discos. Han sido certificados con 6 discos de diamante, así como 24 discos multiplatino, 39 discos de platino y 45 discos de oro en los Estados Unidos, mientras que en el Reino Unido tienen 4 discos multiplatino, 4 discos de platino, 8 discos de oro y 1 disco de plata. El grupo fue admitido en el Salón de la Fama del Rock and Roll en 1988. De forma colectiva, fueron incluidos en la recopilación de la revista Time de las 100 personas más influyentes del siglo XX. En 2009, la Asociación de la Industria Discográfica de Estados Unidos certificó que The Beatles habían logrado vender más discos en los Estados Unidos que cualquier otro artista. The Beatles han tenido más álbumes número uno en el Reino Unido que cualquier otro artista musical (un total de 15 álbumes), sumando con ello un total de 174 semanas de permanencia en la primera posición de la lista musical. Figuran, asimismo, en la primera posición como los más grandes artistas de todos los tiempos de las listas Hot 100 y Billboard 200 en la clasificación de Billboard de 2015.
En febrero de 2024, se anunció la realización de 4 películas biográficas de cada uno de los integrantes, todas serán dirigidas por Sam Mendes.

## Miembros
| Miembros principales - John Lennon – voz, guitarra rítmica y líder, teclados, armónica, bajo (1960–1969, fallecido en 1980) - Paul McCartney – voz, bajo, guitarra rítmica y líder, teclados, batería (1960–1970) - George Harrison – guitarra líder y rítmica, voz, sitar, teclados, bajo (1960–1969; 1969-1970, fallecido en 2001) - Ringo Starr – batería, percusión, voz (1962–1968; 1968-1970) | Otros miembros - Pete Best – batería, voz (1960–1962) - Stuart Sutcliffe – bajo, voz (1960–1961, fallecido en 1962) - Chas Newby – bajo (1960–1961, fallecido en 1981) - Norman Chapman – batería (1960, fallecido en 1995) - Tommy Moore – batería (1960, fallecido en 2023) Músicos de gira - Jimmie Nicol – batería (1964) |

### Cronología

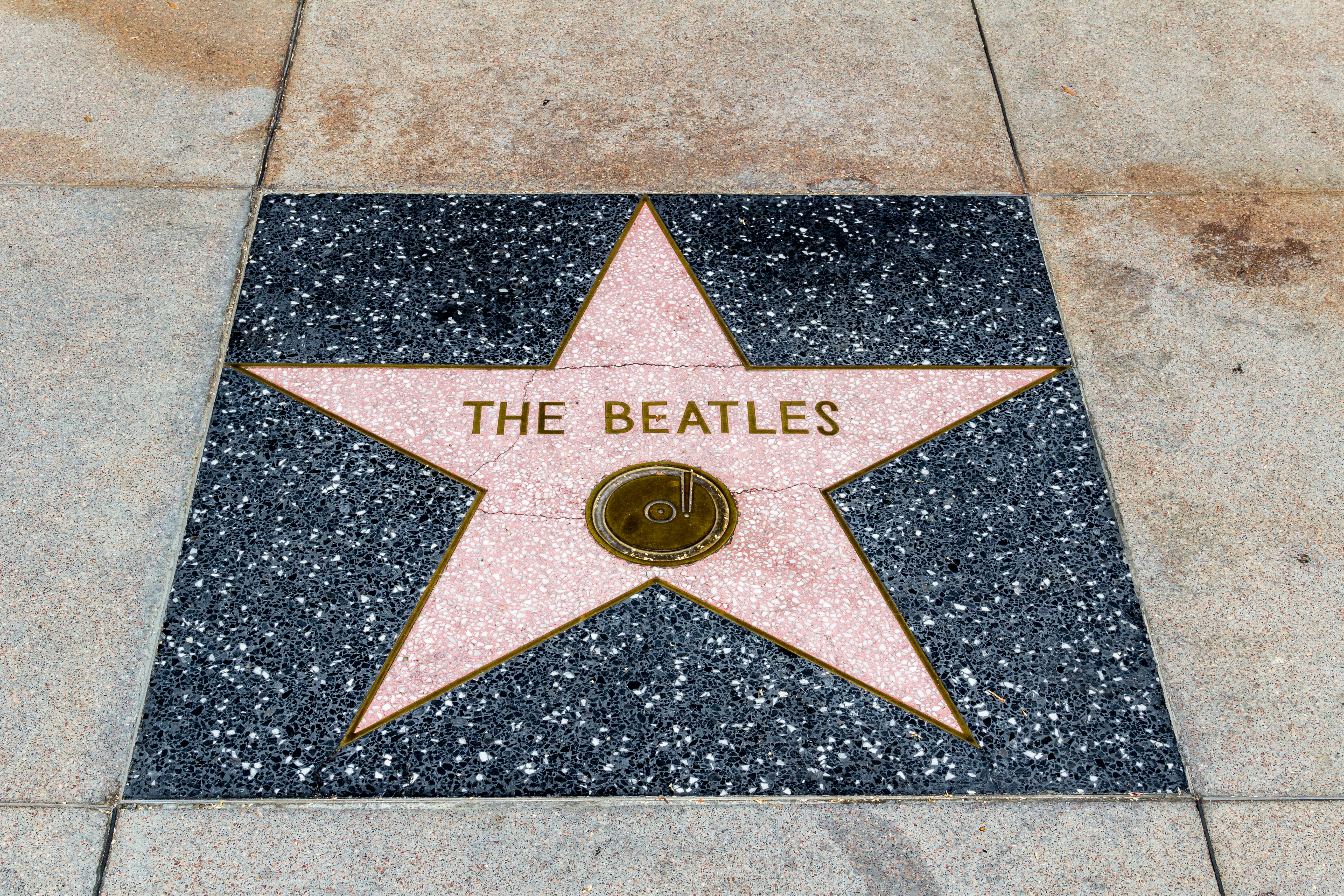
Estrella de The Beatles en el paseo de la fama de Hollywood

## Discografía
The Beatles poseen un catálogo oficial de 13 álbumes de estudio y uno recopilatorio.
Catálogo oficial
- 1963: Please Please Me
- 1963: With the Beatles
- 1964: A Hard Day's Night
- 1964: Beatles for Sale
- 1965: Help!
- 1965: Rubber Soul
- 1966: Revolver
- 1967: Sgt. Pepper's Lonely Hearts Club Band
- 1967: Magical Mystery Tour
- 1968: The Beatles
- 1969: Yellow Submarine
- 1969: Abbey Road
- 1970: Let It Be
- 1988: Past Masters (colección de todas las canciones no pertenecientes a álbumes)

### Lanzamientos en CD
Década de 1980
En 1987, EMI reeditó a nivel mundial todos los álbumes de estudio británicos de The Beatles en formato CD, incluyéndose también en el canon oficial la versión estadounidense de Magical Mystery Tour en lugar del doble EP de seis canciones que fuera publicado en el Reino Unido en 1967. Todo el material restante de los sencillos y EP de The Beatles que no se habían publicado en los álbumes de estudio originales se juntaron en los discos recopilatorios Past Masters - Volume One y Past Masters - Volume Two (1988).
Década de 2000
Las configuraciones de los discos estadounidenses de 1964-65 fueron lanzados en una caja recopilatoria en 2004 y 2006 (The Capitol Albums Vol. 1 y Vol. 2, respectivamente); incluían las versiones estéreo y mono basadas en las mezclas preparadas para vinilo en el momento de la publicación original estadounidense de la música de The Beatles.
El 9 de septiembre de 2009, después de un extenso proceso de remasterización digital que duró cuatro años, se volvió a publicar todo su catálogo musical. Las ediciones estereofónicas de los doce álbumes originales fueron lanzadas en CD, junto con Magical Mystery Tour y Past Masters, tanto individualmente como en una caja recopilatoria. Una segunda colección incluyó todos los títulos mezclados originalmente en mono, junto a las mezclas originales estereofónicas de Help! y Rubber Soul. Por un tiempo limitado, también se incluyó un breve vídeo documental sobre la remasterización en cada CD. En la revista Mojo, el crítico musical Danny Eccleston escribió: «Desde que The Beatles aparecieron por primera vez en CD en 1987, ha habido quejas sobre la calidad de sonido de su música en dicho formato». Apoyando la opinión de que el vinilo original tenía importantes ventajas sobre los primeros CD en cuanto a claridad de sonido y dinamismo, sugirió: «Compara el sonido de 'Paperback Writer'/'Rain' proveniente de un viejo vinilo de 45 RPM, con la versión incluida en el CD de Past Masters, y la diferencia está clara». Antes de la publicación de las remasterizaciones de 2009, los Estudios Abbey Road invitaron a los críticos de Mojo a escuchar una muestra del trabajo, avisando: «Están a punto de sufrir una conmoción». En su reseña sobre el producto final el día de su edición, Eccleston lo ratificó de forma «brillante, que así es cómo se siente todavía un mes después».

### Música digital
The Beatles eran una de las pocas bandas importantes cuyo catálogo musical no estaba disponible a través de servicios de música en línea como iTunes o Napster. Parte del motivo era el litigio que había entre Apple Corps y Apple Inc. (propietaria de iTunes) en el uso del nombre «Apple», aunque en noviembre de 2008 McCartney dijo que el obstáculo principal fue que EMI «quiere algo que nosotros no estamos dispuestos a darles». En marzo de 2009, The Guardian informó que «la perspectiva de una tienda independiente, que se especifique en la música digital de The Beatles» fue planteada por el hijo de Harrison, Dhani, quien dijo: «Estamos perdiendo dinero todos los días [...] Así que, ¿qué hacer? Tienes que tener tu propio sistema de entrega, o tienes que hacer un buen trato con Steve Jobs (CEO de Apple Inc) [...] [Él] dijo que la descarga vale 99 centavos de dólar, y no estamos de acuerdo». El 30 de octubre, Wired.com informó que un servicio en línea llamado Bluebeat, puso a disposición todo el catálogo de The Beatles, adquirible tanto en descargas como en libre reproducción. Ni EMI ni Apple Corps habían autorizado la distribución, y una semana después se le prohibió a Bluebeat legalmente el manejo de la música de la banda. En diciembre de 2009, el catálogo fue oficialmente lanzado en formato MP3, FLAC y en una edición limitada de 30 000 unidades flash USB. El 16 de diciembre de 2010, la discografía oficial de los trece álbumes de estudio, las recopilaciones Past Masters y los álbumes Rojo y Azul empezaron a estar disponibles en iTunes. Un vídeo del primer concierto de la banda en los Estados Unidos en 1964 también se hizo disponible para la compra como parte de un sistema digital de «caja recopilatoria» del catálogo y de forma gratuita a través de streaming a finales de 2010.

## Catálogo de canciones
En 1963, Lennon, McCartney, Harrison y Starr accedieron ceder los derechos de publicación de sus canciones a Northern Songs, una empresa creada por el editor musical Dick James. Administrada por su compañía Dick James Music, Northern Songs salió al mercado público en 1965 haciendo a Lennon y McCartney cada uno poseedores del 15 % de las acciones de la compañía, y James y el presidente de la compañía, Charles Silver, con un control del 37,5 %. Después de un intento fallido de Lennon y McCartney para comprar la compañía, James y Silver vendieron Northern Songs en 1969 a la compañía británica de televisión Associated Television (ATV), en la que Lennon y McCartney recibieron sus acciones correspondientes. Brevemente propiedad del magnate australiano Robert Holmes à Court, ATV Music fue vendida en 1985 a Michael Jackson por una suma reportada de 47 millones (superando la oferta conjunta que habían hecho McCartney y Yoko Ono), dándole el control sobre los derechos de publicación de más de 200 canciones compuestas por Lennon y McCartney.
Jackson y el sello discográfico Sony fusionaron sus empresas de publicación de música en 1995, convirtiéndose en los copropietarios de la mayoría de las canciones de Lennon-McCartney grabadas por The Beatles, aunque los bienes de Lennon y McCartney siguen recibiendo sus respectivas cuotas de las regalías. Aunque el catálogo de Jackson-Sony incluye a la mayoría de los grandes éxitos de The Beatles, algunas de sus primeras canciones fueron publicadas por una filial de EMI, Ardmore & Beechwood, antes de que Lennon y McCartney firmaran con James. McCartney adquirió los derechos de publicación de «Love Me Do» y «P.S. I Love You» por parte de Ardmore en la década de 1980. Harrison y Starr permitieron que el contrato de sus composiciones con Northern Songs caducara en 1968, firmando con Apple Publishing en esta ocasión. Harrison creó Harrisongs, que aún posee los derechos de sus canciones posteriores a 1967 como «While My Guitar Gently Weeps» y «Something», mientras que Startling Music de Starr tiene los derechos de sus propias canciones grabadas con The Beatles, «Don't Pass Me By» y «Octopus's Garden».
En enero de 2017 Paul McCartney abrió un proceso judicial para recuperar los derechos de sus canciones mediante una demanda a Sony/ATV Music Publishing.